# Re:Zero kara Hajimeru Isekai Seikatsu
Re:Zero kara Hajimeru Isekai Seikatsu (Re：ゼロから始める異世界生活, Ri: Zero kara hajimeru isekai Seikatsu?, lit. Re: Vida en un mundo diferente desde cero), también conocida como Re:ZERO -Starting Life in Another World- y de forma abreviada como Re: Zero (リゼロ Ri Zero?), en Latinoamérica es una serie de novelas ligeras escritas por Tappei Nagatsuki e ilustradas por Shinichirou Otsuka. La historia de la serie se centra en Subaru Natsuki, un Otaku hikikomori que de repente se ve transportado a otro mundo en su camino a casa desde la tienda de conveniencia, hasta que de repente, descubre que no tiene ningún poder especial más allá de poder esquivar a la muerte a través de una especie de bucle temporal, reviviéndolo en el lugar donde todo había comenzado previamente.
Media Factory ha publicado cuarenta y uno volúmenes desde el 25 de enero del 2014 bajo su imprenta MF Bunko J. Ha recibido cuatro adaptaciones a manga y una adaptación de 25 episodios a anime por White Fox se emitió entre el 4 de abril hasta el 18 de septiembre del 2016 
A finales de agosto de 2016 fue anunciado un videojuego llamado Re:Zero kara Hajimeru Isekai Seikatsu -DEATH OR KISS-, lanzado el 12 de marzo de 2017.

## Argumento
Subaru Natsuki es un hikikomori que saliendo de una tienda de conveniencia es transportado misteriosamente a un reino de otro mundo, donde lo primero que le ocurre es encontrarse con unos bandidos; sin embargo, lo rescata una hermosa chica semi-elfa de cabello plateado llamada "Satella". Como pago decide ayudarla con un problema que ignoró por ayudarle. Sin embargo, pronto la chica muere y el mismo Subaru es herido mortalmente cuando le dice: "Te prometo que te salvaré". Entonces, el chico muere pero de pronto el tiempo se rebobina y se encuentra en el mismo punto en el que comenzó, lo que nombra "Retorno de la Muerte". Sin embargo, al reencontrarse con "Satella" ella le reclama no llamarla como la Bruja de los Celos, por lo que allí es cuando, Subaru vuelve a querer ayudarla, pero confundido termina haciendo todo por su cuenta intentando salvar a la chica de su atacante, ¿Quién es "Satella"? ¿Por qué Subaru fue transportado a ese mundo? ¿Por qué solo él recuerda lo ocurrido en bucles anteriores? Él mismo tendrá que volver una y otra vez de la muerte para descubrirlo y además salvar a los que quiere con el poder otorgado por la Bruja, que quiere mantener sus retornos como un secreto entre ambos.

## Personajes

### Campaña de Emilia
Subaru Natsuki (ナツキ・スバル [菜月 昴] Natsuki Subaru?)
 Seiyū: Yūsuke Kobayashi (actor de voz), Ricardo Bautista (español de América), Xavier Castañer (español castellano, temporada 1, Selecta Visión), Iván Priego (español castellano, temporada 2, Crunchyroll)
Es el protagonista de la historia, es un chico de 17 años de edad, que anteriormente era un hikikomori, gamer y otaku. Él fue transportado por Satella al Reino de Lugunica, donde descubrió su capacidad para regresar de la muerte. Subaru ayudó a Emilia a recuperar su insignia robada y desde entonces, no se separa de ella por el gran amor que siente por esta. Su pasado como hikikomori se debe a que su padre, Kennichi, era muy conocido por su comunidad y Subaru pensaba que debía ser lo suficiente para llamarse el hijo de su padre, sin embargo, al fallar terminó aislándose. Posteriormente, saliendo de una tienda fue transportado al Reino de Lugunica, en donde conoce a Emilia, a quien ayuda a recuperar su insignia luego de que esta fuera robada con su poder de Regresar de la Muerte, el cual no sabe como obtuvo. Su propósito es salvar a Emilia, de los constantes altercados en los cuales llega a meterse, debido a ser una candidata al trono y por ser una semi-elfa 
Emilia (エミリア?)
 Seiyū: Rie Takahashi, Lupita Leal (español de América), Marta Moreno (español castellano, Selecta Visión y Crunchyroll)
Es la protagonista femenina. Es una chica semi-elfa de pupilas púrpura azuladas y cabello plateado. Es alquimista y domina la magia espiritual de cuatro sistemas gracias a su contrato con Puck. Entra a la elección real para terminar el racismo de los humanos hacia su especie y la igualdad entre todos. Subaru la conoce por primera vez cuando Felt roba su insignia, objeto que necesita para poder ser elegible dentro de la elección. De lo contrario, se podría demostrar como incapaz de gobernar.
Tiene un gran parecido a Satella, al ser medio elfa y tener el cabello plateado, algo por lo que es discriminada injustamente por los demás. Por ese motivo va generalmente encapuchada durante su estadía en la capital, ya que la bruja aún es muy temida por la gente de todo el reino.
Puck (パック Pakku?)
 Seiyū: Yumi Uchiyama, Betzabé Jara (español de América)
Familiar de Emilia que es un poderoso espíritu en forma de gato. Solamente puede estar disponible de 9 a. m. a 5 p. m., que consiste en manifestarse de manera física en dicho horario, de lo contrario se le agotará su odo (energía mágica vital). Puede leer la mente de las personas a través de sus emociones y su intención. Su alianza con Emilia Hummels especifica que si ella llegara a morir, Puck se volvería gigante y desataría una edad de hielo en el mundo; por eso la trata como un padre sobreprotector.
Rem (レム Remu?)
 Seiyū: Inori Minase, Alondra Hidalgo (español de América), Rosa Moyano (español castellano, temporada 1, Selecta Visión), Lilian Rodas (español castellano, temporada 2, Crunchyroll)
Una demonio y hermana gemela menor de Ram. Personaje principal a partir del tercer arco de la novela. Tiene el cabello azul. Ella presenta su único cuerno, lo que le otorga su poder. Trabaja en la mansión, aunque su capacidad de cocinar es mejor que su hermana. Desde pequeña, tenía un complejo de inferioridad hacia su hermana por su poder mágico. El autor empezó una serie de historias extra desde el tercer arco de la novela (a modo de spin-off), llamados "¿Qué pasaría si...?", que muestra la vida de Subaru y Rem en la que deciden abandonar todo y después vivieron felices con 2 hijos.
Otto Suwen (オットー・スーウェン Ottō Sūwen?)
 Seiyū: Kōhei Amasaki, José Luis Piedra (español de América)
Garfiel Tinsel ( ガーフィール・ティンゼル Gāfīru Tinzeru?)
 Seiyū: Nobuhiko Okamoto, Luis Fernando Orozco (español de América)

### Mansión Roswaal
Roswaal L. Mathers (ロズワール・L・メイザース Rozuwāru L Meizāsu?)
 Seiyū: Takehito Koyasu, Nacho Rodríguez (español de América), Enrique Hernández (español castellano, temporada 1, Selecta Visión)
Un hechicero, asistente imperial y conde que es un benefactor, patrocinador y promotor de la candidatura de Emilia para el trono. Tiene una apariencia y aspecto extravagante, terminando en que Subaru inicialmente lo confunda con un bufón. Es una persona muy influyente y también uno de los poderosos magos de Lugunica. Robó de los cultistas uno de los pergaminos que ellos consideran "evangelio sagrado", el cual describe un gobernante de Lugunica acompañado por un misterioso forastero que salvará el mundo de un dragón.
Ram (ラム Ramu?)
 Seiyū: Rie Murakawa, Rosalinda Márquez (español de América), Núria Samsó (español castellano, temporada 1, Selecta Visión)
Una demonio y hermana mayor de Rem. Presenta el cabello de color rosa. Junto a su hermana, lanza frases a menudo sarcásticas contra Subaru. A pesar de que su nacimiento se trata como prohibido y quieren matarla, por nacer como gemela, Ram era un prodigio a una edad temprana, por lo que les permitieron vivir tanto a ella como a su hermana para ver como se desarrollarían sus poderes como demonios, pero perdió sus poderes después de que su cuerno fuera cortado por un adorador de la bruja. Ella también hace la limpieza y lavandería de la mansión.
Beatrice (ベアトリス Beatorisu?)
 Seiyū: Satomi Arai, Verania Ortiz (español de América), Núria Cabiró (español castellano, temporada 1, Selecta Visión)
Una misteriosa maga contratada por Roswaal para mantener sus antiguos libros mágicos a salvo en su enorme biblioteca. Es una mujer rubia de baja estatura y sus pupilas son celestes con mariposas rosadas experta en Yin Magic quien le enseña a Subaru. Ella es una "Artificial Spirit" (algo parecido a un androide u homúnculo) creado por Ekina con el fin de obedecer "aquella persona" la cual resulta ser Subaru cuando este abre su corazón hacia ella, mientras tanto seguiría siendo leal a Roswaal.
Frederica Baumann ( フレデリカ・バウマン Furederika Bauman?)
 Seiyū: Kaori Nazuka, Georgina Sánchez (español de América)
Antigua sirvienta de la mansión. Adiestró a Ram y Rem antes de su retiro.

### Candidatas Reales

#### Campaña de Felt
Felt (フェルト Feruto?)
 Seiyū: Chinatsu Akasaki, Analiz Sánchez (español de América), Daniel Oliver (español castellano, temporada 1, Selecta Visión)
Una joven pobre proveniente de los barrios bajos de la capital de Lugunica. Inicialmente apareció como una ladrona de actitud progresista, que robó la insignia de Emilia y trató de venderla al mejor postor, para poder salir de la pobreza en la que se encuentra. Resultó que la insignia de Emilia reaccionó a ella, haciéndola una digna candidata para ser la próxima gobernante en la elección real, y se revelaría ser una princesa que fue secuestrada cuando era una niña.
Reinhart van Astraea (ラインハルト・ヴァン・アストレア Rainharuto van Asutorea?, en occidente: Reinhard van Astrea)
 Seiyū: Yūichi Nakamura, Manuel Campuzano (español de América), Lourdes Fabrés (español castellano, temporada 1, Selecta Visión)
Un caballero real tolerante que ostenta el título de Santo de la Espada, que fácilmente se hace amigo de Subaru. Muestra poderes extraordinarios en combate. Es más fuerte que todos sus antecesores, excepto el primer Santo de la Espada. Después de descubrir de que la insignia de Emilia reaccionó a Felt, se convierte en el caballero de Felt para la elección real. El dragón, y Satella son los tres personajes más poderosos en el mundo de la serie.
Anciano Rom (ロム爺 Romu-jī?)
 Seiyū: Mugihito
Cuidador de toda la vida de Felt, para quien es como un abuelo. Él accionaba una taberna y un almacén lleno de bienes robados. Su verdadero nombre es Cromwell ( クロムウェル, Kuromuweru?).

#### Campaña de Priscilla
Priscilla Barielle (プリシラ・バーリエル Purishira Bārieru?)
 Seiyū: Yukari Tamura, Carla Castañeda (español de América)
Una de las candidatas para la elección real. Los hombres se sienten atraídos hacia ella por su belleza. Priscilla tiene una personalidad egocéntrica extravagante, e incluso pasarse de arrogante, porque siente que la mayoría del mundo se puede convertir a su favor. Tiene un desdén hacia las personas que considera insignificantes. En algunas traducciones su nombre es Priscilla Bariel.
Al (アル Aru?)
 Seiyū: Keiji Fujiwara, Alex Gesso (español de América)
Caballero de Priscilla. Tiene el brazo izquierdo amputado. Al igual que Subaru, proviene de otro mundo, pero nunca lo revela a otras personas. Su nombre completo es Aldebaran (アルデバラン Arudebaran?). Tiene siempre la cabeza cubierta por una armadura, pues tiene la cara deformada.
Schult (シュルト Shuruto?)
Un sirviente de Priscilla con apariencia de niño. Originalmente era un huérfano recogido.

#### Campaña de Crusch
Crusch Karsten (クルシュ・カルステン Kurushu Karusuten?)
 Seiyū: Yuka Iguchi, Jana Massot (español castellano, temporada 2, Crunchyroll)
Una de las candidatas para la elección real. Crusch es cabeza de casa familiar y determina que hacerlo mejor. Ella tiene un orgullo de ser una guerrera, pero con una personalidad densa y estricta. Tiene el poder de saber si una persona miente o no a través del aire
Félix Argyle (フェリックス・アーガイル Ferikkusu Āgairu?)
 Seiyū: Yui Horie
Acortado como Ferris (フェリス Ferisu?), que hace también de alias. Caballero de Crusch y miembro de la Guardia Real, es experto en Magia de agua, lo que incluye la curación, y se niega a usar una espada. Tiene una apariencia femenina y felina, además dice ser mujer, pero más tarde se nos revela que es hombre. A menudo habla en tercera persona, usando pronombres masculinos y femeninos para sí mismo. Un híbrido de "bestia humana", Félix fue encerrado al momento cuando nació, y más tarde lo rescató la propia Crusch.
Wilhelm van Astraea (ヴィルヘルム・ヴァン・アストレア Viruherumu van Asutorea?, en occidente: Wilhelm van Astrea)
 Seiyū: Kenyuu Horiuchi
Abuelo de Reinhard y mayordomo de Crusch, quien es un miembro retirado de la Guardia Real, es conocido como uno de los mejores espadachines en todo Lugunica. Dice haber visto en Subaru la experiencia de haber atravesado la muerte. Tiene un fuerte rencor contra la Ballena Blanca por matar a su esposa, Thearesia van Astrea. Su historia cuando era joven se cuenta en la novela spin-off.

#### Campaña de Anastasia
Anastasia Hoshin (アナスタシア・ホーシン Anasutashia Hōshin?)
 Seiyū: Kana Ueda
Una candidata para la elección real que habla en dialecto "Kansai". A Anastasia le gusta cuando la gente hace cosas en beneficio propio sin beneficio de lo ajeno y suele hacerlo constantemente. A pesar de ser huérfana y simpática es bastante ambiciosa.
Julius Euclius (ユリウス・ユークリウス Yuriusu Yūkuriusu?)
 Seiyū: Takuya Eguchi
Caballero de Anastasia. Tiene un estricto lado para la nobleza, poniendo a cualquiera persona desatinada en su lugar. Él se indigna cuando Subaru se presenta como caballero y lo reta a un torneo donde Subaru pierde, sin embargo decide escucharlo para detener a Betelguense y es el segundo mejor amigo de Subaru, después de Reinhard.
Joshua Euclius (ヨシュア・ユークリウス Yoshua Yūkuriusu?)

### Otros
Kadomon Rish (カドモン・リッシュ Kadomon Risshu?)
 Seiyū: Kenta Miyake
Un vendedor de frutas en la capital. Kadomon es un vendedor de frutas, bien construido muscularmente, y con frecuencia lleva una ramita en su boca. Se encuentra con Subaru en las cuatro primeras líneas temporales y en la visita a la capital.
Thearesia van Astrea (テレシア・ヴァン・アストレア Tereshia van Asutorea?)
 Seiyū: Minami Takahashi
Thearesia es la difunta esposa de Wilhelm, la abuela de Reinhard y una de las figuras clave que acabaron con la Revuelta/Guerra Demi-humana hace 40 años. Era la Espada Santa de la generación anterior. Thearesia fue descrita como una persona abierta y sociable, que tuvo un defecto de dejar de lado sus propios sentimientos personales para centrarse en los demás. A pesar de su inmenso talento y linaje, nunca quiso ser espadachín y asumir el manto de la "Espada Santa". Sin embargo, ciertas circunstancias la obligaron a renunciar a su destino para poner fin a la guerra civil y proteger a los seres queridos que había dejado. Esto eventualmente llevó a Wilhelm a "quitarle" la espada y liberarla de una vida de esclavitud mediante el deber. Thearesia era una ávida amante de las flores, y a menudo se la podía encontrar viéndola en ruinas, donde ella y Wilhelm se encontraban habitualmente. Desapareció mientras luchaba contra la Ballena Blanca hace 14 años, por lo que se la da por muerta.

#### Antagonistas
Elsa Granhierth (エルザ・グランヒルテ Eruza Guranhirute?)
 Seiyū: Mamiko Noto, Karla Falcón (español de América)
Una sicaria y mercenaria que puede sentir el miedo en los otros con tan solo "olfatearlo". Es la primera en matar a Subaru y activar su habilidad de retroceder en el tiempo. Está detrás de la insignia de Emilia. Trata de comprársela a Felt y Rom, pero termina matándolos cuando las negociaciones fallan durante la primera y segunda línea de tiempo. Es conocida por matar a sus "presas" cortándoles su estómago. En la línea de tiempo final de la insignia robada, Reinhart la derrota y se retira prometiendo venir tras Subaru otra vez. Poco se sabe de su pasado: era una huérfana ladrona y un día de invierno el dueño de un puesto comercial la vio robando algo de comida en su establecimiento y la atrapó en la calle. Intentó violarla, por lo que Elsa agarró un pedazo de vidrio y le abrió las entrañas, sintiendo el calor de estas. Desde entonces tuvo ese gusto de destripar a sus víctimas. Murió después de que Garfiel la aplastara bajo el cadáver de Wagpig y la dejara reducida a cenizas.

##### Culto de la Bruja
Petelgeuse Romaniconti (ペテルギウス・ロマネコンティ Peterugiusu Romanekonti?, Betelguese en occidente)
 Seiyū: Yoshitsugu Matsuoka, Gerardo Alonso (español de América)
Arzobispo del Culto de la Bruja y el primero en hacer aparición, él tiene la Autoridad de Pereza usando una habilidad llamada Mano Invisible, es un hombre totalmente desquiciado. En el pasado era respetable hasta que enloqueció con la muerte de la tía de Emilia, Fortuna (en los recuerdos sellados de Emilia se descubre que él era el prometido de esta y recibió la esencia de la bruja de la pereza a causa de una de las brujas del pecado, Pandora, envolviéndolo en locura y provocando la muerte de Fortuna). Ataca el dominio Mathers matando a los aldeanos y los que estaban en la Mansión, por lo que Subaru trata de detenerlo. Está intrigado con Subaru especulando estar relacionado con el culto de alguna manera. En realidad es un fantasma que puede poseer cualquier persona que tenga afinidad con las artes espirituales y no tenga estipulado un contrato con algún espíritu (aunque solo puede hacerlo cuando su "recipiente" es asesinado) llevando consigo su poder de la "Mano invisible".
Antes de absorber la esencia de la bruja logra decir unas palabras hacia el sabio Flugel, lo que podría demostrar una conexión con este. A pesar de presentarse como un antagonista de arco, en realidad su historia de fondo tendrá mucha influencia en arcos posteriores debido a que él estaba relacionado con muchos personajes y sus acciones de hace 400 años son elementos claves.
Regulus Corneas (レグルス・コルニアス Regurusu Koruneasu?)
 Seiyū: Akira Ishida
Uno de los líderes del Culto de la Bruja, que representa el pecado de la Avaricia. Hace más de 100 años, Regulus solía vivir con su familia. Su padre era alcohólico pero trataba de ser un buen padre, su madre se quejaba de las malas ganancias pero se disculpaba por ello ocasionalmente, y sus dos hermanos que a veces eran malos con él pero le daban su parte de su comida si derramaba accidentalmente la suya. En algún momento del pasado, Regulus obtuvo los Factores de Brujería de la Avaricia y, posteriormente, mató a toda su familia, luego a su aldea y luego a todos en las ciudades circundantes. Rompió la mente de su amor de la infancia, masacró a su familia y la obligó a casarse con él, convirtiéndola así en su primera de muchas esposas. Regulus era hablador y tendía a describirse a sí mismo como "desinteresado" a pesar de representar la avaricia. A menudo seguía y seguía con teorías plausibles, aunque en realidad imponía su propio egoísmo a los demás y trataba de justificarlo. Si sus oponentes hubieran dicho algo que fuera en contra de sus opiniones y creencias, él encontraría faltas irrazonables en ellos, enfadándose mientras los acusaba de "violar sus derechos". Era extremadamente orgulloso y se veía a sí mismo como un "ser divino" o "el ser más completo", lo que obstaculizaba enormemente su evaluación de las personas, sin importar si eran sus enemigos o aliados, hasta el punto de que se burlaba del Santo de la Espada. A menudo señalaba su disgusto por involucrarse innecesariamente con los demás. Regulus ejercía la Autoridad de la Avaricia, que le permitía detener el tiempo de los objetos para que ninguna fuerza externa pudiera interferir con ellos. Por lo tanto, puede atacar con cualquier objeto, incluso el aire mismo, convirtiéndolo en un proyectil que no puede ser bloqueado por nada. Su habilidad Corazón de León detiene el tiempo de su corazón, y su habilidad Pequeño Rey vincula su corazón al de sus esposas, eliminando el límite de tiempo de Corazón de León, haciendo a Regulus completamente invencible e inmortal. Su personalidad megalómana y de mal genio a menudo resultaba en peleas innecesarias, sin embargo, debido a su abrumadoramente poderosa Autoridad de la Avaricia, siempre salía victorioso e ileso. Debido a su larga vida como Arzobispo del Pecado sin que su vida fuera amenazada, se volvió ingenuo y arrogante; le reveló su secreto a Subaru, quien a su vez pudo conectar todos los puntos y desentrañar su formidable Autoridad, lo que le permitió a Reinhard dar el golpe final. En sus momentos finales, Regulus reveló cuánto odiaba que lo compadecieran, llegando incluso a decir que se convirtió en Arzobispo del Pecado solo para poder protegerse a sí mismo y a su reino de esas personas; quien lo ofendiera a él o a sus esposas terminaría siendo asesinado, sin importar su relación con él. Regulus nunca se dio cuenta de sus "pecados", ni siquiera en los momentos previos a su fallecimiento. Su visión del mundo fue corrupta y distorsionada desde el principio hasta el final.
Lye Batenkaitos (ライ・バテンカイトス Rai Batenkaitos?)
 Seiyū: Kengo Kawanishi
Uno de los líderes del Culto de la Bruja, que representa el aspecto Gourmet del pecado de la Gula. Lye cree que todo se reduce a las experiencias, y el que logra obtener mejores conocimientos es el que enriquece su vida y conquista a las personas, remarcando también que el conocimiento es poder y los recuerdos son vínculos, concluyendo finalmente que esto significa que él es el más grande. Debido a eso, también se refiere a sí mismo como el Arzobispo del Pecado intelectual.
Roy Alphard (ロイ・アルファルド Roi Arufarudo?)
Uno de los líderes del Culto de la Bruja, que representa el aspecto de la Comida Bizarra del pecado de la Gula. Es absorbido por Reid Astrea después de comérselo en el arco 6.
Louise Arneb (ルイ・アルネブ Rui Arunebu?)
Una de las líderes del Culto de la Bruja, que representa el aspecto de Saciedad del pecado de la Gula. Louise reside en el Salón de los Recuerdos, un lugar que funciona como cuna para Od Lagna. Ella no tiene un cuerpo físico y experimenta la vida a través de los Recuerdos y Nombres que sus hermanos, Lye y Roy, le proporcionan y al poseerlos. Ella se obsesiona con Subaru por una variedad de razones, incluyendo comer sus recuerdos y descubrir su habilidad de Regreso por Muerte y darse cuenta de que conserva recuerdos de personas que sus hermanos se han comido. Queriendo experimentar y obtener el Regreso por Muerte para sí misma, divide su alma y planta una de las partes en el alma de Subaru para poder recolectarla y la habilidad más tarde. Sin embargo, cuando su alma dividida despierta de nuevo, el terror de morir la deja con cicatrices mentales y le teme a Subaru. Louise cree que el acto de comer Nombres y Recuerdos que ella y sus hermanos cometen es una forma segura de encontrar y construir la vida perfecta, diciendo que la vida es tan injusta y que esta es la forma correcta de corregirla.
Sirius (シリウス Shiriusu?)
 Seiyū: Chika Anzai
Una de las líderes del Culto de la Bruja, que representa el pecado de la Ira. Una individuo muy excéntrica que está completamente envuelta en vendas. Como lo demuestra su posición, Sirius puede dar miedo cuando se enoja, aunque normalmente emite un aura repugnante. También es la acosadora de Petelgeuse y es su autoproclamada esposa. Tiene una forma distintiva de hablar; de una manera íntima y racional, lo que la hace aún más desagradable, y se disculpa repetidamente con todos por nada o cosas pequeñas. No soporta a las personas que menosprecian su relación con Petelgeuse como se ve cuando intentó matar a Regulus por decir lo repugnante que es, aferrándose a una persona fallecida. Curiosamente, alberga odio hacia la Bruja de la Envidia, llegando tan lejos como para prometerle a Subaru (que ella pensaba que era Petelgeuse) que la quemaría antes que él si alguna vez lograba revivir a la Bruja. Sirius desprecia a cualquier mujer que sea demasiado cercana a su amado Petelgeuse, como se ve cuando expresó su odio hacia Beatrice por simplemente estar al lado de Subaru, preguntándole qué encuentra tan atractivo en ella, antes de amenazarla con quemarla viva. Sirius ejerce la Autoridad de la Ira, que obliga a las emociones de las personas a resonar entre sí como le plazca, una habilidad a la que Subaru se refiere como "lavado de almas". También puede transmitir sensaciones físicas, por lo que si ella o cualquier otra persona muere o resulta herida, obliga a todos en un área a morir o resultar heridos de la misma manera. Es capturada al final del arco 5 después de ser derrotada por Priscilla y Lilliana.
Capella Emerada Lugnica (カペラ・エメラダ・ルグニカ Kapera Emerada Rugunica?)
 Seiyū: Aoi Yūki
Una de las líderes del Culto de la Bruja, que representa el pecado de la Lujuria. Capella es considerada la peor personalidad dentro de los Arzobispos del Pecado. Habla de una manera que suena como si escupiera y pisoteara la cortesía, con una crueldad infantil. Afirma que todo el amor y el respeto del mundo existen para ser monopolizados por ella, cambiando su apariencia y la de los demás para que todos lleguen a amarla, convirtiéndola en un monstruo que juega con la dignidad y los valores de las personas, mientras escupe su marca de ridículo. Se muestra que no piensa muy bien de sus compañeros Arzobispos del Pecado, refiriéndose a ellos con apodos degradantes cuando no usa sus nombres.
Stride Vollachia (ストライド・ヴォラキア Sutoraido Vorakia?)
Uno de los líderes del Culto de la Bruja, que representa el pecado del Orgullo. Stride nació durante la Ceremonia de Selección del Emperador como uno de los hijos del Emperador. Sin embargo, nació enfermo y su familia lo envió a entrenar con Kurgan. Se esperaba que muriera bajo el duro régimen de entrenamiento de Kurgan, sin embargo, Kurgan lo cuidó y se hizo más fuerte bajo su mando. Después de crecer bajo Kurgan, se acercaron al trono como parte de la Selección Imperial. Se presume que ganó la Selección y fue el próximo Emperador legítimo. Sin embargo, Stride fue envenenado por su padre, el ex emperador, ya que Stride no podía tener hijos, lo cual era un deber esperado de un Emperador. Sin embargo, Stride sobrevivió al veneno. Stride se autoproclama que ha visto la verdad al estar en el límite de la vida y la muerte, y cree que hay una entidad externa llamada espectadores en este mundo. Como el Arzobispo del Orgullo del Pecado, Stride es vanidoso y orgulloso, y no le gusta que los demás le digan qué hacer, como se muestra cuando reprendió a Yaktol Suwen por tratar de restringir sus acciones, y más tarde hizo lo mismo con Kurgan por responderle. Es abiertamente grosero con aquellos que considera inferiores a él y Theresia notó que insultaba a los demás con fluidez. A pesar de esto, piensa rápido y elogia las cosas que considera satisfactorias. Estaba dispuesto a ignorar las formalidades para detener el primer duelo de Wilhelm y Kurgan para evitar perder potencialmente un peón valioso. Conspira contra el Reino de Lugnica sabiendo muy bien el poder de la protección de Volcanica, lo que le valió su alias. Más tarde se revela que es el Arzobispo del Orgullo del Pecado, aunque no tiene ninguna fe en La Bruja de la Envidia. Stride habla de una manera muy arcaica, regia y desdeñosa. Él prefiere usar el pronombre "mío venerable" cuando habla, que es un pronombre usado solo por reyes o emperadores. También se refiere a la gente que usa "tú" ya que tiene connotaciones de que Stride trata a todos con los que habla como inferiores.

#### Siete Brujas
Las Brujas del Pecado eran un grupo de individuos que gobernaba los pecados capitales. Casi no hay información sobre ellas, excepto por las últimas siete mujeres que representaban los pecados capitales tradicionales. Desde entonces no hay nada de información sobre las brujas que existieron anteriormente o si existían brujas fuera de las ya conocidas debido a un evento conocido como la gran calamidad que casi destruyó el mundo y fue causado por la bruja de los celos. Antes de su desaparición, eran conocidas por la sociedad en general, que las consideraba calamidades o desastres andantes debido a que sus acciones generalmente causaban muerte, destrucción y caos generalizado aunque no necesariamente de manera intencional ya que sus habilidades normalmente tienden a ser muy peligrosas para las personas incluso el solo estar cerca de una bruja es un riesgo considerable dependiendo de quién se trate o su habilidad. Cada una de las brujas ha demostrado cierto nivel de irracionalidad o comportamiento errático (comparable a pura locura). Sin embargo, esto parece ser un factor común en el grupo muy probablemente debido a sus habilidades y el pecado que representan aun así las características precisas de dicho grupo aun no han sido reveladas.
Echidna (エキドナ Ekidona?)
Es la bruja de la Avaricia. Escribió siete pergaminos o libros que los ocultistas consideran sagrados por ser profecías del futuro o dar poderes, con el precio de llevarte a la locura. La curiosidad de Echidna por lo desconocido y su sed de conocimiento son las dos cosas que definen su comportamiento. 
Satella (サテラ?)
Es la bruja de la envidia o bruja de los celos. 400 años antes de la historia casi destruyó el mundo en un evento conocido como la Gran Calamidad hasta que un dragón, un santo de la espada y un sage la sellaron. A pesar de ello, no pudieron derrotarla definitivamente. Debido a estos eventos, a Satella se le han atribuido muchos otros eventos en los que probablemente no tuvo nada que ver, como el problema de las mabestias o la muerte de las demás brujas.

#### Familiares
Kenichi Natsuki (菜月 賢一 Natsuki Ken'ichi?)
El padre de Subaru. Un alcalde exitoso, demasiado sociable y de gran corazón. Las personas que lo rodean lo adoran. Subaru intenta cultivar las cualidades de su padre, sobre todo su familiaridad con el resto; pero involuntariamente, eso se ha convertido en la causa principal del aislamiento de Subaru.
Naoko Natsuki (菜月 菜穂子 Natsuki Naoko?)
La madre de Subaru. Es increíblemente apacible y hace las cosas a su propio ritmo. Como Kenichi es alcalde, ama profundamente a Subaru. Subaru heredó su pobre visión de ella.
Quork (クオーク Kuōku?)
 Seiyū: Susumu Chiba
Padre de Ram y Rem.
Demy (テマエ Demai?)
 Seiyū: Akiko Kimura
Madre de Ram y Rem.
Fortuna (フォルトナ Forutona?)
Fortuna es la tía de Emilia la cual se encargó de cuidarla por motivos desconocidos los padres de Emilia la dejaron a su cuidado desde muy pequeña (o eso es lo que ella le menciona a Emilia) Fortuna se encargó de ella en el bosque de elior, Fortuna cuidó de Emilia hasta los 7 años, finalmente falleciendo a manos de un joven llamado "Geuse" (Petelguse Romane-Conti que aun conservaba la cordura) el cual enloqueció al absorber el gen de la bruja en un intento desesperado por defender el sello en el centro del bosque, quienes atacaron el bosque fueron los arzobispos del pecado Regulus corneas (Codicia) y Pandora (Vanagloria), Pandora usó su autoridad para nublar los ojos de Geuse haciendo que este asesine a fortuna, la joven Emilia al presenciar esto desató el mayor poder que se le ha visto hasta la fecha congelando el Bosque de Elior por completo, antes de que se congelara ella junto con el bosque Pandora selló sus recuerdos de ella y lo sucedido ese día en la memoria de Emilia y partió con un enloquecido Petelguse.
Archi (アーチ Āchi?)
Archi fue un discípulo a convertirse en el próximo guardián del bosque de Elior.

## Medios

### Novela web
La novela web de Re:Zero fue inicialmente serializada por Tappei Nagatsuki en el sitio web, generado por el usuario Shōsetsuka ni Narō a partir del 20 de abril de 2012. Hasta abril de 2016, fueron publicadas 8 volúmenes de la novela y dos gaiden, haciendo un total de 429 capítulos. El sexto arco argumental lleva publicándose desde el 15 de agosto de 2015, teniendo un parón desde abril de 2016, y hasta el año siguiente, ya que su autor se tuvo que encargar de supervisar el anime.

### Novela ligera
Tomando en cuenta el avance de la publicación de la novela web, Media Factory adquirió licencia para la publicación impresa de la serie. El primer volumen de novela ligera, ilustrado por Shinichirō Otsuka, fue publicada al 25 de enero del 2014 bajo su imprenta MF Bunko J. Hasta junio del 2025, cuarenta y uno volúmenes han sido publicados como también cinco volúmenes gaiden.

#### Lista de volúmenes
| 1 | «Re: Zero kara hajimeru isekai seikatsu 1» (Ｒｅ：ゼロから始める異世界生活1?)    | 24 de enero del 2014      | ISBN 978-4-04-066208-4                                                             |
| Contenido: Prólogo: "El calor sobrante del principio" (始まりの余熱 Hajimari no yonetsu?) 1. "El fin del principio" (始まりの終わり Hajimari no owari?) 2. "Una lucha demasiado tardía" (遅すぎる抗い Oso sugiru aragai?) 3. "El fin y el principio" (終わりと始まり Owari to hajimari?) 4. "Honestidad a la cuarta vez" (四度目の正直 Shi-dome no shōjiki?) 5. "Viviendo en un mundo diferente desde cero" (ゼロから始まる異世界生活 Zero kara hajimaru isekai seikatsu?) Epílogo: "La señora luna está mirando" (お月さまが見てる O-tsuki-sama ga miteru?)                                                                  |                                                                                  |                           |                                                                                    |
| 2 | «Re: Zero kara hajimeru isekai seikatsu 2» (Ｒｅ：ゼロから始める異世界生活 2?)   | 25 de febrero del 2014    | ISBN 978-4-04-066309-8                                                             |
| Contenido: Prólogo: "Principio de Redención" (贖いの始まり Aganai no hajimari?) 1. "Sentimientos conscientes" (自覚する感情 Jikaku suru kanjō?) 2. "La mañana de la promesa está muy distante" (約束した朝は遠く Yakusoku shita asa wa tōku?) 3. "El sonido de las cadenas" (鎖の音 Kusari no oto?) 4. "Encuentro breve con el demonio" (逢魔時の鬼ごっこ Ōmagatoki no onigokko?) 5. "Esperando la mañana ansiada" (待ち望んだ朝 Machi Nozonda asa?) |                                                                                  |                           |                                                                                    |
| 3 | «Re: Zero kara hajimeru isekai seikatsu 3» (Ｒｅ：ゼロから始める異世界生活 3?)   | 25 de marzo del 2014      | ISBN 978-4-04-066334-0                                                             |
| Contenido: 1. "El reinicio de Subaru Natsuki" (ナキツバル·スのリスタート Natsuki Subaru no Risutāto?) 2. "Lloré, grité lloriqueando sin parar y dejé de llorar" (泣いて泣きいて喚泣き止んだから Naite naki-ite han naki tomandakara?) 3. "El significado del valor" (勇気の意味 Yūki no imi?) 4. "Métodos de un fanático demoníaco" (鬼がかったやり方 Oni gakatta yarikata?) 5. "Todo dentro" (オールイン Ōru In?, del inglés: "All In") Epílogo: "La historia del futuro" (未来の話 Mirai no hanashi?) Capítulo intermedio: "Conversando bajo la luna" (月下の密談 Tsuki-shita no mitsudan?)                                 |                                                                                  |                           |                                                                                    |
| 4 | «Re: Zero kara Hajimeru Isekai Seikatsu 4» (Ｒｅ：ゼロから始める異世界生活4?)    | 25 de junio del 2014      | ISBN 978-4-04-066780-5                                                             |
| Contenido: Prólogo: "Engañando a la obstinación" (愚か者の意地 Orokamono no iji?) 1. "Regreso a la capital" (再来の王都 Sairai no ōto?) 2. "Bendiciendo la promesa de un reencuentro" (加護と再会とと約束 Kago saikai to to yakusoku?) 3. "La mala cara de una relación" (仲の悪すぎる面子 Naka no waru sugiru mentsu?) 4. "La candidata real y sus caballeros" (王の候補者と、のそ騎士たち Ō no Kōho-sha to no so kishi-tachi?) 5. "El autoproclamado caballero Subaru Natsuki" (自称騎士、ナツキ・スバル Jishō kishi Natsuki Subaru?) Epílogo: "Las intenciones de los caballeros" (騎士のたち思惑 Kishi no-tachi omowaku?) |                                                                                  |                           |                                                                                    |
| 5 | «Re: Zero kara Hajimeru Isekai Seikatsu 5» (Ｒｅ：ゼロから始める異世界生活5?)    | 24 de octubre del 2014    | ISBN 978-4-04-067122-2                                                             |
| Contenido: Prólogo: "Su nombre..." (その名は── Sono na wa?) 1. "El corrupto espíritu" (腐敗する精神 Fuhai suru seishin?) 2. "Las intenciones de una Rem que empieza a moverse" (動き出すレム事態との意思 Ugokidasu remu jitai to no ishi?) 3. "La enfermedad llamada Desesperación" (絶望という病 Zetsubō to iu yamai?) 4. "El exterior de la locura" (狂気の外側 Kyōki no sotogawa?) 5. "Pereza" (怠惰 Taida?) |                                                                                  |                           |                                                                                    |
| 6 | «Re: Zero kara Hajimeru Isekai Seikatsu 6» (Ｒｅ：ゼロから始める異世界生活6?)    | 25 de marzo del 2015      | ISBN 978-4-04-067468-1 (edición regular) ISBN 978-4-04-067191-8 (edición especial) |
| Contenido: 1. "Negociaciones juveniles" (幼い交渉 Osanai kōshō?) 2. "La codicia de un cerdo" (豚の欲望 Buta no yokubō?) 3. "Mandíbula de Ballena Blanca" (白の鯨顎 Shiro no kujira ago?) 4. "Sin palabras" (言葉にはさせない Kotoba ni wa sasenai?) 5. "Desde Cero" (ゼロから Zero kara?) 6. "Repartición de cartas" (配られたカード Kubara reta kādo?) |                                                                                  |                           |                                                                                    |
| 7 | «Re: Zero kara Hajimeru Isekai Seikatsu 7» (Ｒｅ：ゼロから始める異世界生活7?)    | 25 de septiembre del 2015 | ISBN 978-4-04-067780-4                                                             |
| Contenido: 1. "Repartición de cartas" (配られたカード Kubarareta kādo?) 2. "Víspera de la batalla" (決戦前夜 Kessen zen'ya?) 3. "La captura de la ballena blanca" (白鯨攻略戦 Hakugei kōryaku-sen?) 4. "La desafiante apuesta a la desesperación" (絶望抗うにけ賭 Zetsubō aragau ni kega?) 5. "Wilhelm van Astraea" (ヴィルヘルム·ヴァン·アストレア Viruherumu van Asutorea?) 6. "Camino hacia territorio Mathers" (メイザース領への道 Meizāsu-ryō e no michi?) |                                                                                  |                           |                                                                                    |
| 8 | «Re: Zero kara Hajimeru Isekai Seikatsu 8» (Ｒｅ：ゼロから始める異世界生活8?)    | 25 de marzo del 2016      | ISBN 978-4-04-068177-1                                                             |
| Contenido: 1. "Un destello de pereza" (怠惰一閃 Taida issen?) 2. "...¡Lucha!" (──戦え Tatakae?) 3. "El significado del retorno" (帰ってきた意味 Kaettekita imi?) 4. "Malvada pereza" (悪なる辣怠惰 Akuratsu naru taida?) 5. "La ejecución de un contrato" (契約の履行 Keiyaku no rikō?) |                                                                                  |                           |                                                                                    |
| 9 | «Re: Zero kara Hajimeru Isekai Seikatsu 9» (Ｒｅ：ゼロから始める異世界生活9?)    | 23 de septiembre de 2016  | ISBN 978-4-04-068627-1                                                             |
| Contenido: 1. "Re:Inicio" (Re:スタート Re: Sutāto?) 2. "Detrás de escena de la configuración" (お膳立ての舞台裏 Ozendate no butaiura?) 3. "Caluroso evangelio" (温もりという福音 Nukumori to iu fukuin?) 4. "El fin de la pereza" (怠惰の終焉 Taida no shūen?) 5. "De eso se trata esta historia" (ただそれだけの物語 Tada soredake no monogatari?) Intermedio: "Tiempo con una carroza de dragones" (竜車ひとでの時 Ryūsha de no hitotoki?) Historia alterna: "Rem Natsuki" (ナツキ·レム Natsuki Remu?) Intermedio: "Itadakimasu" (イタダキマス?) 5. "Promesa, de cada uno" (それぞれの、誓い Sorezore no chikai?)           |                                                                                  |                           |                                                                                    |
| 10 | «Re: Zero kara Hajimeru Isekai Seikatsu 10» (Ｒｅ：ゼロから始める異世界生活10?)  | 25 de octubre de 2016     | ISBN 978-4-04-068676-9                                                             |
| Contenido: Prólogo: (墓所 Bosho?) 1. (帰り着いた場所へ Kaeritsuita basho e?) 2. (聖域への道中 Seiiki e no douchū?) 3. (待ちかねた再会 Machikaneta saikai?) 4. (親子 Oyako?) 5. (踏み出した一歩 Fumidashita ippo?) |                                                                                  |                           |                                                                                    |
| 11 | «Re: Zero kara Hajimeru Isekai Seikatsu 11» (Ｒｅ：ゼロから始める異世界生活11?)  | 23 de diciembre de 2016   | ISBN 978-4-04-068770-4                                                             |
| Contenido: 1. (メイド・メイド・メイド Meido Meido Meido?) 2. (少女の福音 Shōjo no fukuin?) 3. (ユージン Yūjin?) 4. (命の価値 Inochi no kachi?) 5. (魔女達の茶会 Majo-tachi no chakai?) 6. (らぶらぶらぶらぶらぶらぶゆー Rabu Rabu Rabu Rabu Rabu Rabu Yū?) |                                                                                  |                           |                                                                                    |
| 12 | «Re: Zero kara Hajimeru Isekai Seikatsu 12» (Ｒｅ：ゼロから始める異世界生活12?)  | 25 de marzo de 2017       | ISBN 978-4-04-069143-5                                                             |
| Contenido: 1. (らぶらぶらぶらぶらぶらぶらぶらぶらぶらぶらぶらぶらぶらぶみー Rabu Rabu Rabu Rabu Rabu Rabu Rabu Rabu Rabu Rabu Rabu Rabu Rabu Rabu Mī?) 2. (地獄なら知っている Jigoku nara shitteiru?) 3. (四百年前からの叫び Yonhyakunen mae kara no sakebi?) 4. (死の味 Shi no aji?) 5. (えんでぃんぐりすと Endingu Risuto?) 6. (魔女の茶会 Majo no chakai?) |                                                                                  |                           |                                                                                    |
| 13 | «Re: Zero kara Hajimeru Isekai Seikatsu 13» (Ｒｅ：ゼロから始める異世界生活 13?) | 24 de junio de 2017       | ISBN 978-4-04-069285-2                                                             |
| Contenido: 1. (泣きたくなる音 Nakitaku naru oto?) 2. (勝算度外視 Shōsan dogaishi?) 3. (STRAIGHT BET Straight Bet?) 4. (嘘と、嘘つきと、大法螺吹き Uso to usotsuki to ōborafuki?) 5. (オットー・スーウェン Ottō Sūwen?) 6. (信じる理由 Shinjiru riyū?) 7. (クウェインの石は一人じゃ上がらない Kuwein no ishi wa hitori ja agaranai?) 8. (らぶれたー Rabu Retā?) |                                                                                  |                           |                                                                                    |
| 14 | «Re: Zero kara Hajimeru Isekai Seikatsu 14» (Ｒｅ：ゼロから始める異世界生活14?)  | 25 de septiembre de 2017  | ISBN 978-4-04-069459-7                                                             |
| Contenido: 1. (――記憶の旅路 Kioku no tabiji?) 2. (聖域の始まりと、崩壊の始まり Seiiki no hajimari to, hōkai no hajimari?) 3. (平家星の笑った日 Heikeboshi no waratta hi?) 4. (エリオール大森林の永久凍土 Eriōru daishinrin no eikyūtōdo?) 5. (唇には紅を引いて Kuchibiru ni wa beni o hiite?) 6. (嘘を願いに Uso o negai ni?) 7. (咆哮の再会 Hōkō no saikai?) |                                                                                  |                           |                                                                                    |
| 15 | «Re: Zero kara Hajimeru Isekai Seikatsu 15» (Ｒｅ：ゼロから始める異世界生活15?)  | 25 de diciembre de 2017   | ISBN 978-4-04-069611-9                                                             |
| Contenido: 1. (ロズワール邸、最後の日 Rozuwāru-tei, saigo no hi?) 2. (水面に映る幸せ Minamo ni utsuru shiawase?) 3. (――森の漆黒の王、ギルティラウの襲撃 ―― Mori no shikkoku no ō, Girutirau no shūgeki?) 4. (次はきっとお茶会を Tsugi wa kitto osakai o?) 5. (血と臓物まで愛して Chi to zōmotsu made aishite?) 6. (復讐から始まり Fukushū kara hajimari?) 7. ――俺を選べ (―― Ore o erabe?) 8. (雪の顔型 Yuki no kao-gata?) Capítulo final: (それぞれの歩み寄り Sorezore no ayumiyori?) Capítulo final: (月下、出鱈目なステップ Gekka, detaramena Suteppu?) Apéndice: (――再臨 ―― Sairin?)                                       |                                                                                  |                           |                                                                                    |
| 16 | «Re: Zero kara Hajimeru Isekai Seikatsu 16» (Ｒｅ：ゼロから始める異世界生活16?)  | 24 de marzo de 2018       | ISBN 978-4-04-069816-8                                                             |
| Contenido: 1. (始まりはいつも来訪者から Hajimari wa itsumo raihō-sha kara?) 2. (水門都市プリステラ Suimon toshi Purisutera?) 3. (意外な再会、来るべき再会、意図せぬ再会 Igaina saikai, kitarubeki saikai, ito senu saikai?) 4. (うるさい静寂 Urusai shijima?) 5. (劇場型悪意 Gekijō-gata akui?) |                                                                                  |                           |                                                                                    |
| 17 | «Re: Zero kara Hajimeru Isekai Seikatsu 17» (Ｒｅ：ゼロから始める異世界生活17?)  | 25 de septiembre de 2018  | ISBN 978-4-04-065158-3                                                             |
| Contenido: 1. (安易さの答え合わせ An'i-sa no kotae awase?) 2. (氷炎の結末 Hien no ketsumatsu?) 3. (魔女教災害対策本部 Majo kyō saigai taisaku honbu?) 4. (ゴージャス・タイガー Gōjasu Taigā?) 5. (都市庁舎奪湿作戦 Toshi chōsha datsu shime sakusen?) |                                                                                  |                           |                                                                                    |
| 18 | «Re: Zero kara Hajimeru Isekai Seikatsu 18» (Ｒｅ：ゼロから始める異世界生活18?)  | 25 de diciembre de 2018   | ISBN 978-4-04-065380-8                                                             |
| 19 | «Re: Zero kara Hajimeru Isekai Seikatsu 19» (Ｒｅ：ゼロから始める異世界生活19?)  | 27 de marzo de 2019       | ISBN 978-4-04-065628-1                                                             |
| 20 | «Re: Zero kara Hajimeru Isekai Seikatsu 20» (Ｒｅ：ゼロから始める異世界生活20?)  | 25 de junio de 2019       | ISBN 978-4-04-065795-0                                                             |
| 21 | «Re: Zero kara Hajimeru Isekai Seikatsu 21» (Ｒｅ：ゼロから始める異世界生活21?)  | 25 de septiembre de 2019  | ISBN 978-4-04-064006-8                                                             |
| 22 | «Re: Zero kara Hajimeru Isekai Seikatsu 22» (Ｒｅ：ゼロから始める異世界生活22?)  | 25 de marzo de 2020       | ISBN 978-4-04-064553-7                                                             |
| 23 | «Re: Zero kara Hajimeru Isekai Seikatsu 23» (Ｒｅ：ゼロから始める異世界生活23?)  | 25 de junio de 2020       | ISBN 978-4-04-064730-2                                                             |
| 24 | «Re: Zero kara Hajimeru Isekai Seikatsu 24» (Ｒｅ：ゼロから始める異世界生活24?)  | 25 de septiembre de 2020  | ISBN 978-4-04-064945-0                                                             |
| 25 | «Re: Zero kara Hajimeru Isekai Seikatsu 25» (Ｒｅ：ゼロから始める異世界生活25?)  | 25 de diciembre de 2020   | ISBN 978-4-04-680080-0                                                             |
| 26 | «Re: Zero kara Hajimeru Isekai Seikatsu 26» (Ｒｅ：ゼロから始める異世界生活26?)  | 25 de marzo de 2021       | ISBN 978-4-04-680330-6                                                             |
| 27 | «Re: Zero kara Hajimeru Isekai Seikatsu 27» (Ｒｅ：ゼロから始める異世界生活27?)  | 25 de junio de 2021       | ISBN 978-4-04-680510-2                                                             |
| 28 | «Re: Zero kara Hajimeru Isekai Seikatsu 28» (Ｒｅ：ゼロから始める異世界生活28?)  | 24 de diciembre de 2021   | ISBN 978-4-04-680998-8                                                             |
| 29 | «Re: Zero kara Hajimeru Isekai Seikatsu 29» (Ｒｅ：ゼロから始める異世界生活29?)  | 25 de marzo de 2022       | ISBN 978-4-04-681286-5                                                             |
| 30 | «Re: Zero kara Hajimeru Isekai Seikatsu 30» (Ｒｅ：ゼロから始める異世界生活30?)  | 24 de junio de 2022       | ISBN 978-4-04-681476-0                                                             |
| 31 | «Re: Zero kara Hajimeru Isekai Seikatsu 31» (Ｒｅ：ゼロから始める異世界生活31?)  | 22 de septiembre de 2022  | ISBN 978-4-04-681748-8                                                             |
| 32 | «Re: Zero kara Hajimeru Isekai Seikatsu 32» (Ｒｅ：ゼロから始める異世界生活32?)  | 23 de diciembre de 2022   | ISBN 978-4-04-682041-9                                                             |
| 33 | «Re: Zero kara Hajimeru Isekai Seikatsu 33» (Ｒｅ：ゼロから始める異世界生活33?)  | 29 de marzo de 2023       | ISBN 978-4-04-682331-1                                                             |
| 34 | «Re: Zero kara Hajimeru Isekai Seikatsu 34» (Ｒｅ：ゼロから始める異世界生活34?)  | 23 de junio de 2023       | ISBN 978-4-04-682567-4                                                             |
| 35 | «Re: Zero kara Hajimeru Isekai Seikatsu 35» (Ｒｅ：ゼロから始める異世界生活35?)  | 25 de septiembre de 2023  | ISBN 978-4-04-682863-7                                                             |
| 36 | «Re: Zero kara Hajimeru Isekai Seikatsu 36» (Ｒｅ：ゼロから始める異世界生活36?)  | 25 de diciembre de 2023   | ISBN 978-4-04-683156-9                                                             |
| 37 | «Re: Zero kara Hajimeru Isekai Seikatsu 37» (Ｒｅ：ゼロから始める異世界生活37?)  | 25 de marzo de 2024       | ISBN 978-4-04-683470-6                                                             |
| 38 | «Re: Zero kara Hajimeru Isekai Seikatsu 38» (Ｒｅ：ゼロから始める異世界生活38?)  | 25 de junio de 2024       | ISBN 978-4-04-683704-2                                                             |
| 39 | «Re: Zero kara Hajimeru Isekai Seikatsu 39» (Ｒｅ：ゼロから始める異世界生活39?)  | 25 de septiembre de 2024  | ISBN 978-4-04-684004-2                                                             |
| 40 | «Re: Zero kara Hajimeru Isekai Seikatsu 40» (Ｒｅ：ゼロから始める異世界生活40?)  | 24 de marzo de 2025       | ISBN 978-4-04-684634-1                                                             |
| 41 | «Re: Zero kara Hajimeru Isekai Seikatsu 41» (Ｒｅ：ゼロから始める異世界生活41?)  | 25 de junio de 2025       | ISBN 978-4-04-684890-1                                                             |
| 42 | «Re: Zero kara Hajimeru Isekai Seikatsu 42» (Ｒｅ：ゼロから始める異世界生活42?)  | 25 de septiembre de 2025  | ISBN 978-4-04-685184-0                                                             |

Colecciones de Cuentos
| 1 | «Re: Zero kara hajimeru isekai seikatsu Tanhenshū 1» (Ｒｅ：ゼロから始める異世界生活 短編集１?)  | 25 de diciembre del 2014 | ISBN 978-4-04-067197-0 |
| Contenido: 1. "Viviendo una hazaña heroica desde cero" (ゼロから始まる英雄譚, Zero kara Hajimaru Eiyūtan?) (Publicado en Monthly Comic Alive de junio a agosto de 2014) 2. "Para el corazón de las sirvientas, un día de descanso no es una fiesta" (メイド長の心休まらない休日, Meido-chō no Kokoro Yasumaranai Kyūjitsu?) 3. "El día en que salió de la estrella" (後追い星をやめた日, Atooi Hoshi o Yameta Hi?) (Escrito recientemente) 4. "Emilia en el país de las maravillas" (エミリア・イン・ワンダーランド, Emiria in Wandārando?, del inglés: "Emilia in Wonderland") (Escrito recientemente) |                                                                                                  |                          |                        |
| 2 | «Re: Zero kara hajimeru isekai seikatsu Tanhenshū 2» (Ｒｅ：ゼロから始める異世界生活 短編集2?)   | 24 de junio de 2016      | ISBN 978-4-04-068414-7 |
| Contenido: 1. "Una canción de amor a E・M・T" (E・M・Tにラブソングを, EMT ni Rabu songu o?) 2. "Ram es más vieja" (ラム・イズ・オーダー, Ramu Izu ōdā?, del inglés: "Ram is Older") 3. "Operacíon:KOKKURI" (オペレーション・KOKKUR, Operēshon KOKKURI?, del inglés: "Operation KOKKURI") 4. "La promesa involuntaria de la bibliotecaria Beatrice" (司書ベアトリスの不本意な約束, shisho Beatorisu no Fuhon'ina yakusoku?) 5. "Me gusta este frío" (冷たいのがお好き, Tsumetai no ga o suki?) 6. "Pánico al alcohol" (アルコール・パニック, Arukōru Panikku?, del inglés: "Alcohol Panic")              |                                                                                                  |                          |                        |
| 3 | «Re: Zero kara hajimeru isekai seikatsu Tanhenshū 3» (Ｒｅ：ゼロから始める異世界生活 短編集3?)   | 25 de diciembre de 2017  | ISBN 978-4-04-069609-6 |
| 4 | «Re: Zero kara hajimeru isekai seikatsu Tanhenshū 4» (Ｒｅ：ゼロから始める異世界生活 短編集4?)   | 27 de marzo de 2019      | ISBN 978-4-04-065629-8 |
| 5 | «Re: Zero kara hajimeru isekai seikatsu Tanhenshū 5» (Ｒｅ：ゼロから始める異世界生活 短編集5?)   | 25 de septiembre de 2019 | ISBN 978-4-04-064126-3 |
| 6 | «Re: Zero kara hajimeru isekai seikatsu Tanhenshū 6» (Ｒｅ：ゼロから始める異世界生活 短編集6?)   | 20 de julio de 2020      | ISBN 978-4-04-064585-8 |
| 7 | «Re: Zero kara hajimeru isekai seikatsu Tanhenshū 7» (Ｒｅ：ゼロから始める異世界生活 短編集7?)   | 24 de junio de 2022      | ISBN 978-4-04-681478-4 |
| 8 | «Re: Zero kara hajimeru isekai seikatsu Tanhenshū 8» (Ｒｅ：ゼロから始める異世界生活 短編集8?)   | 23 de diciembre de 2022  | ISBN 978-4-04-682042-6 |
| 9 | «Re: Zero kara hajimeru isekai seikatsu Tanhenshū 9» (Ｒｅ：ゼロから始める異世界生活 短編集9?)   | 25 de septiembre de 2023 | ISBN 978-4-04-682862-0 |
| 10 | «Re: Zero kara hajimeru isekai seikatsu Tanhenshū 10» (Ｒｅ：ゼロから始める異世界生活 短編集10?) | 25 de marzo de 2024      | ISBN 978-4-04-683471-3 |
| 11 | «Re: Zero kara hajimeru isekai seikatsu Tanhenshū 11» (Ｒｅ：ゼロから始める異世界生活 短編集11?) | 25 de outubro de 2024    | ISBN 978-4-04-684160-5 |
| 12 | «Re: Zero kara hajimeru isekai seikatsu Tanhenshū 12» (Ｒｅ：ゼロから始める異世界生活 短編集12?) | 25 de abril de 2025      | ISBN 978-4-04-684719-5 |

Gaiden
| N.º | Título                                                                            | Fecha de lanzamiento     | ISBN original          |
| --- | --------------------------------------------------------------------------------- | ------------------------ | ---------------------- |
| Ex  | «Re: Zero kara Hajimeru Isekai Seikatsu Ex» (Ｒｅ：ゼロから始める異世界生活Ex?)   | 25 de junio del 2015     | ISBN 978-4-04-067685-2 |
| Ex2 | «Re: Zero kara Hajimeru Isekai Seikatsu Ex2» (Ｒｅ：ゼロから始める異世界生活Ex2?) | 25 de diciembre de 2015  | ISBN 978-4-04-068009-5 |
| Ex3 | «Re: Zero kara Hajimeru Isekai Seikatsu Ex3» (Ｒｅ：ゼロから始める異世界生活Ex3?) | 25 de junio de 2018      | ISBN 978-4-04-069953-0 |
| Ex4 | «Re: Zero kara Hajimeru Isekai Seikatsu Ex4» (Ｒｅ：ゼロから始める異世界生活Ex4?) | 25 de diciembre de 2019  | ISBN 978-4-0406-4265-9 |
| Ex5 | «Re: Zero kara Hajimeru Isekai Seikatsu Ex5» (Ｒｅ：ゼロから始める異世界生活Ex5?) | 25 de septiembre de 2021 | ISBN 978-4-04-680768-7 |
| Ex6 | «Re: Zero kara Hajimeru Isekai Seikatsu Ex6» (Ｒｅ：ゼロから始める異世界生活Ex6?) | 25 de diciembre de 2024  | ISBN 978-4-04-684340-1 |

### Manga
Re:Zero kara Hajimeru Isekai Seikatsu ha recibido tres adaptaciones a manga.

#### Re:Zero Kara Hajimeru Isekai Seikatsu Dai-Ichi-Shō: Ōto no Ichinichi-hen
La primera adaptación a manga, titulada Re: Zero Kara Hajimeru Isekai Seikatsu Dai-Ichi-Shō: Ōto no Ichinichi-hen (Ｒｅ：ゼロから始める異世界生活 第一章 王都の一日編 ?  lit.: "Re: Vida en un mundo diferente desde cero. Capítulo 1: «Arco: Un día en la Ciudad Imperial»"), es ilustrada por Daichi Matsue que fue serializada en la revista de manga seinen de Media Factory, Monthly Comic Alive, ambas pertenecientes a Kadokawa, desde junio del 2014 hasta febrero del 2015. Fue compilado en dos volúmenes tankōbon.

##### Volúmenes
| 1 | «Re: Zero Kara Hajimeru Isekai Seikatsu Dai-Ichi-Shō: Ōto no Ichinichi-hen 1» (Ｒｅ：ゼロから始める異世界生活 第一章 王都の一日編 1?)  | 23 de octubre de 2014 | ISBN 978-4-04-066875-8                                                             |
| Contenido: - 1: "Y Dios dijo: «No te dejes llevar»" (調子に乗るな、と神は言った, Chōshi ni Noru na, to Kami wa Itta?) - 2: "El agradecimiento hacia el regazo" (膝枕の恩返し, Hizamakura no Ongaeshi?) - 3: "El fin del principio" (始まりの終わり, Hajimari no Owari?) - 4: "El sabor del licor amargo" (苦い酒の味, Nigai Sake no Aji?) - 5: "Una lucha demasiado tardía" (遅すぎる抗い, Oso Sugiru Aragai?) | |                       |                                                                                    |
| 2 | «Re: Zero kara hajimeru Isekai Seikatsu. Dai-Ichi-Shō. Ōto no Ichinichi Hen 2» (Ｒｅ：ゼロから始める異世界生活 第一章 王都の一日編 2?) | 23 de marzo de 2015   | ISBN 978-4-04-067280-9 (edición regular) ISBN 978-4-04-067235-9 (edición especial) |
| Contenido: - 6: (終わりと始まり Owari to Hajimari?) - 7: (その男、剣聖につき Sono Otoko, Kensei ni Tsuki?) - 8: (貧民街の交渉 Hinmingai no Kōshō?) - 9: (盗品蔵の攻防 Touhingura no Kōbō?) - 10: (剣聖の威力 Kensei no Iryoku?) - 11: (ゼロから始める異世界生活 Zero kara Hajimeru Isekai Seikatsu?) | |                       |                                                                                    |

#### Re:Zero Kara Hajimeru Isekai Seikatsu Dai-Ni-Shō: Yashiki no Ishūkan-hen
Una segunda adaptación a manga, titulada Re: Zero Kara Hajimeru Isekai Seikatsu Dai-Ni-Shō: Yashiki no Ishūkan-hen (Re：ゼロから始める異世界生活 第二章 屋敷の一週間編?  lit.: "Re: Vida en un mundo diferente desde Cero. Capítulo II: «Edición: Una semana en la mansión»"), ilustrada por Makoto Fugetsu, fue serializada en la revista seinen Big Gangan, de Square Enix, desde el 25 de octubre de 2014 hasta el 25 de octubre de 2017. Fue compilado en cinco volúmenes tankōbon.

##### Volúmenes
| 1 | «Re: Zero kara Hajimeru Isekai Seikatsu Dai-ni-shō Yashiki no Isshūkan Hen 1» (Re：ゼロから始める異世界生活 第二章 屋敷の一週間編 1巻?) | 23 de marzo de 2015     | ISBN 978-4-7575-4591-5 |
| Contenido: - 0: (いわゆるひとつの異世界召喚もの Iwayuru Hitotsu no Isekai Shoukan Mono?) - 1: (続きの明日 Tsuzuki no Asu?) - 2: (返せない恩義 Kaesenai Ongi?) - 3: (ゼロから始める勤労生活 Zero kara Hajimeru Kinrou Seikatsu?) - 4: (約束した朝は遠く Yakusoku Shita Asa ha Tōku?) - (ナツキ・スバルの華麗なる家令生活 Natsuki Subaru no Kareinaru karei Seikatsu?)                                                     | |                         |                        |
| 2 | «Re: Zero kara Hajimeru Isekai Seikatsu Dai-ni-shō Yashiki no Isshūkan Hen 2» (Re：ゼロから始める異世界生活 第二章 屋敷の一週間編 2巻?) | 22 de diciembre de 2015 | ISBN 978-4-7575-4747-6 |
| Contenido: - 5: (失われた四日間 Ushinawareta Yokkakan?) - 6: (二度目の一週間 Nidome no Isshūkan?) - 7: (鎖の音 Kusari no Oto?) - 8: (逢魔時の鬼ごっこ Oomagatoki no Onigokko?) - 9: (手 Te?) - "The Roswaal Manor Girls' Meet (Hot Bath Edition)" (ロズワール邸女子会 (お風呂場編) Rozuwāru tei Joshikai (Ofuro Ba-hen)?)                                                                                                | |                         |                        |
| 3 | «Re: Zero kara Hajimeru Isekai Seikatsu Dai-ni-shō Yashiki no Isshūkan Hen 3» (Re：ゼロから始める異世界生活 第二章 屋敷の一週間編 3巻?) | 22 de junio de 2016     | ISBN 978-4-7575-5025-4 |
| Contenido: - 10: (待ち望んだ朝 Machinozonda Asa?) - 11: (幸せな悪夢 Shiawasena Akumu?) - 12: El reinicio de Subaru Natsuki (ナツキ・スバルのリスタート Natsuki Subaru no Risutāto?) - 13: (泣いて泣き喚いて泣き止んだから Naite Nakiwameite Nakiyanda kara?) - 14: (三度目のア―ラム村 Sandome no Āramu-Mura?) - 15: (勇気の意味 Yūki no Imi?) - (ロズワール邸女子会 (衣裳部屋編) Rozuwāru tei Joshikai (Ishō Heya-hen)?) | |                         |                        |
| 4 | «Re: Zero kara Hajimeru Isekai Seikatsu Dai-ni-shō Yashiki no Isshūkan Hen 4» (Re：ゼロから始める異世界生活 第二章 屋敷の一週間編 4巻?) | 22 de marzo de 2017     | ISBN 978-4-7575-5256-2 |
| Contenido: - 16: Mabestia (魔獣 Majuu?) - 17: (鬼がかったやり方 1 Onigakatta Yarikata 1?) - 18: (鬼がかったやり方 2 Onigakatta Yarikata 2?) - 19: Rem (レム Remu?) - 20: (未来の話 Mirai no Hanashi?) - (ロズワール邸女子会 (お風呂場編) Rozuwāru tei Joshikai (Ofuro Ba-hen)?) - (第一次マヨネーズ騒動 Daiichiji Mayonēzu Sōdō?)                                                                                        | |                         |                        |
| 5 | «Re: Zero kara Hajimeru Isekai Seikatsu Dai-ni-shō Yashiki no Isshūkan Hen 5» (Re：ゼロから始める異世界生活 第二章 屋敷の一週間編 5巻?) | 21 de diciembre de 2017 | ISBN 978-4-7575-5567-9 |
| Contenido: - EX 01: El mundo que Petra vio (ペトラの見た世界 Petora no Mita Sekai?) - EX 02: (レムの極々平凡で幸せな一日 Remu no Gokugoku Heibon de Shiawase na Ichinichi?) - EX 03: My Fair Bad Lady (マイ・フェア・バッドレディ Mai Fea Baddo Reddi?) - EX 04: (偽りの宮廷魔導師 前編 Itsuwari no Kyūtei Madōshi Zenpen?) - EX 05: (偽りの宮廷魔導師 後編 Itsuwari no Kyūtei Madōshi Kōhen?)                           | |                         |                        |

#### Re:Zero Kara Hajimeru Isekai Seikatsu Dai-San-Shō: Truth of Zero
Una tercera adaptación a manga, ilustrada por Daichi Matsue, titulada Re: Zero Kara Hajimeru Isekai Seikatsu Dai-San-Shō: Truth of Zero (Re:ゼロから始める異世界生活　第三章　Truth　of　Zero?  lit.: "Re: Vida en un mundo diferente, desde cero. Capítulo III: «La verdad de Cero»") fue serializada en la revista seinen Monthly Comic Alive, desde el 27 de mayo de 2015 hasta el 21 de febrero de 2020. Fue compilado en once volúmenes tankōbon.

##### Volúmenes
| 1 | «Re: Zero kara Hajimeru Isekai Seikatsu. Dai-san-shō -Truth of Zero- 1» (Re:ゼロから始める異世界生活 第三章 Truth of Zero １?)  | 22 de diciembre de 2015 | ISBN 978-4-04-067828-3 |
| Contenido: - 1: (穏やかな早朝 Odayakana Sōchō?) - 2: (橙色の少女 Daidaiiro no Shōjo?) - 3: (同郷 Dōkyōu?) - 4: (王選の始まり Ōsen no Hajimari?) - 5: (所信表明 Shoshin Hyōmei?) | |                         |                        |
| 2 | «Re: Zero kara hajimeru isekai seikatsu. Dai-san-shō -Truth of zero- 2» (Re:ゼロから始める異世界生活 第三章 Truth of Zero 2?)   | 23 de marzo de 2016     | ISBN 978-4-04-068220-4 |
| Contenido: - 6: (銀色の魔女の願い Giniro no Majo no Negai?) - 7: (自称騎士ナツキ・スバル Jishou Kishi Natsuki Subaru?) - 8: (自称騎士と騎士 Jishou Kishi to Kishi?) - 9: (ひとり Hitori?) - 10: (腐敗する精神 Fuhai suru Seishin?)                                                                                   | |                         |                        |
| 3 | «Re: Zero kara hajimeru isekai seikatsu. Dai-san-shō -Truth of zero- 3» (Re:ゼロから始める異世界生活 第三章 Truth of Zero 3?)   | 23 de julio de 2016     | ISBN 978-4-04-068279-2 |
| Contenido: - 11: (動き出す事態 Ugokidasu Jitai?) - 12: (絶望という病 Zetsubō toiu Yamai?) - 13: (狂気の外側 Kyouki no Sotogawa?) - 14: (怠惰 Taida?) | |                         |                        |
| 4 | «Re: Zero kara hajimeru isekai seikatsu. Dai-san-shō -Truth of zero- 4» (Re:ゼロから始める異世界生活 第三章 Truth of Zero 4?)   | 23 de diciembre de 2016 | ISBN 978-4-04-068815-2 |
| Contenido: - 15: (現実への回帰 Genjitsu he ni Kaiki?) - 16: (幼い交渉 Osanai Kōshō?) - 17: (遭遇 Sōgū?) - 18: (醜態の果てに Shūtai no Hate ni?) | |                         |                        |
| 5 | «Re: Zero kara hajimeru isekai seikatsu. Dai-san-shō -Truth of zero- 5» (Re:ゼロから始める異世界生活 第三章 Truth of Zero 5?)   | 23 de marzo de 2017     | ISBN 978-4-04-069166-4 |
| Contenido: - 19: (言葉にはさせない Kotoba ni ha Sasenai?) - 20: (終焉の獣 Shūen no Kemono?) - 21: (懇願 Kongan?) - 22: (ゼロから Zero kara?) | |                         |                        |
| 6 | «Re: Zero kara hajimeru isekai seikatsu. Dai-san-shō -Truth of zero- 6» (Re:ゼロから始める異世界生活 第三章 Truth of Zero 6?)   | 23 de agosto de 2017    | ISBN 978-4-04-069372-9 |
| Contenido: - 23: (配られたカード Kubarareta Kādo?) - 24: (前哨 Zenshō?) - 25: (決戦の火蓋 Kessen no Hibuta?) - 26: (白鯨攻略戦 Hakugei Kōryaku-sen?) - 27: (霧の脅威 Kiri no Kyōi?) | |                         |                        |
| 7 | «Re: Zero kara hajimeru isekai seikatsu. Dai-san-shō -Truth of zero- 7» (Re:ゼロから始める異世界生活 第三章 Truth of Zero 7?)   | 23 de enero de 2018     | ISBN 978-4-04-069629-4 |
| Contenido: - 28: (絶望に抗う賭け Zetsubō ni Aragau Kake?) - 29: (暴かれる正体 Abakareru Shōtai?) - 30: (墜ちる巨獣 Ochiru Kyojū?) - 31: (ヴィルヘルム・ヴァン・アストレア Viruherumu van Asutorea?) - 32: (メイザース領への道 Meizāsu Ryō e no Michi?)                                                               | |                         |                        |
| 8 | «Re: Zero kara hajimeru isekai seikatsu. Dai-san-shō -Truth of zero- 8» (Re:ゼロから始める異世界生活 第三章 Truth of Zero 8?)   | 23 de junio de 2018     | ISBN 978-4-04-069913-4 |
| Contenido: - 33: (過去と未来の清算 Kako to Mirai no Seisan?) - 34: (怠惰一閃 Taida Issen?) - 35: (魔女教狩りの顛末 Majokyō Kari no Tenmatsu?) - 36: (戦え―― Tatakae?) - 37: (精霊騎士 Seirei Kishi?) - (君想う決戦前夜 Kimi Omou Kessen Zen'ya?)                                                                     | |                         |                        |
| 9 | «Re: Zero kara hajimeru isekai seikatsu. Dai-san-shō -Truth of zero- 9» (Re:ゼロから始める異世界生活 第三章 Truth of Zero 9?)   | 21 de noviembre de 2018 | ISBN 978-4-04-065248-1 |
| Contenido: - 38: (悪辣なる怠惰 Akuratsu Naru Taida?) - 39: (契約の履行 Keiyaku no Rikō?) - 40: (再会 x 先送り x 逆転の目 Saikai x Sakiokuri x Gyakuten no Me?) - 41: (温もりという福音 Nukumori Toiu Fukuin?) - 42: (狂人と狂言回し Kyōjin to Kyōgenmawashi?)                                                        | |                         |                        |
| 10 | «Re: Zero kara hajimeru isekai seikatsu. Dai-san-shō -Truth of zero- 10» (Re:ゼロから始める異世界生活 第三章 Truth of Zero 10?) | 22 de junio de 2019     | ISBN 978-4-04-065709-7 |
| Contenido: - 43: (自称騎士と最優の騎士 Jishō Kishi to Saiyū no Kishi?) - 44: (同調する視覚 Dōchō Suru Shikaku?) - 45: (怠惰の終焉 Taida no Shūen?) - 46: (追跡 Tsuiseki?) - 47: (愛という福音 Ai to iu Fukuin?) - 48: (ここに生きる意味 Koko ni Ikiru Imi?) - 49: (ただそれだけの物語 Tada Sore Dake no Monogatari?) | |                         |                        |
| 11 | «Re: Zero kara hajimeru isekai seikatsu. Dai-san-shō -Truth of zero- 11» (Re:ゼロから始める異世界生活 第三章 Truth of Zero 11?) | 21 de febrero de 2020   | ISBN 978-4-04-064380-9 |
| Contenido: - 50: (竜車での一幕 Ryūsha de no Hitomaku?) - 51: (断章 ナツキ・レム Danshō Natsuki Remu?) - 52: (イタダキマス Itadakimasu?) - 53: (それぞれ、誓い Sorezore, Chikai?) (君想う決戦前夜 Kimi Omou Kessen Zen'ya?)                                                                                           | |                         |                        |

#### Antologías
Tres antologías de manga tituladas Re:Zero kara hajimetu Isekai Seikatsu -Official Anthology Comic- (Re:ゼロから始める異世界生活　公式アンソロジーコミック Re:Zero kara Hajimeru Isekai Seikatsu Kōshiki Ansorojī Komikku?), fueron publicados por Media Factory desde el 23 de junio del 2016 hasta el 23 de marzo de 2018.
| N.º | Título | Fecha de lanzamiento     | ISBN original          |
| --- | --- | ------------------------ | ---------------------- |
| 1   | «Re:Zero kara Hajimeru Isekai Seikatsu Antología Cómic Oficial» «Ri: Zero kara hajimeru isekai seikatsu Kōshiki Ansorojī Komikku» (Re:ゼロから始める異世界生活 公式アンソロジーコミック?)                   | 23 de junio del 2016     | ISBN 978-4-04-068506-9 |
| 2   | «Re:Zero kara Hajimeru Isekai Seikatsu Antología Cómic Oficial Vol.2» «Ri: Zero kara hajimeru isekai seikatsu Kōshiki Ansorojī Komikku Vol.2» (Re:ゼロから始める異世界生活 公式アンソロジーコミック Vol.2?) | 23 de septiembre de 2017 | ISBN 978-4-04-069438-2 |
| 3   | «Re:Zero kara Hajimeru Isekai Seikatsu Antología Cómic Oficial Vol.3» «Ri: Zero kara hajimeru isekai seikatsu Kōshiki Ansorojī Komikku Vol.3» (Re:ゼロから始める異世界生活 公式アンソロジーコミック Vol.3?) | 23 de marzo de 2018      | ISBN 978-40-4069751-2  |

### Anime
La adaptación a serie anime fue anunciada por Kadokawa en julio de 2015. La serie es dirigida por Masaharu Watanabe y escrita por Masahiro Yokotani, con animación del estudio White Fox. Kyuta Sakai fue diseñador de los personajes y director de animación en jefe. El tema de apertura es 「Redo」 interpretado por Konomi Suzuki; cuyo single salió a la venta el 11 de mayo del 2016, mientras que el de cierre es 「STYX HELIX」 interpretado por MYTH&ROID, cuyo single salió a la venta el 26 de julio de 2016 y el ending exclusivo para el episodio 7 es "STRAIGHT BET", música dada por MYTH&ROID. El segundo tema del opening, titulado "ParadisusｘParadoxum" música dada por MYTH&ROID, con el segundo tema del ending, titulado "Stay Alive", interpretado por el personaje de Emilia (Seiyū: Rie Takahashi), el ending para el episodio 14 fue "theater D", interpretado por MYTH&ROID. Y finalmente el ending del episodio 18 fue el tema "Wishing", interpretado por Inori Minase que es la Seiyū del personaje de Rem.
Una serie mostrando versiones SD de los personajes, titulada Re:Zero kara Hajimeru Break Time (Re:ゼロから始める休憩時間 Re:Zero kara Hajimeru Kyūkei jikan?, lit.: "Re: Tomando un tiempo de descanso desde Cero"), producida por Studio Puyukai, se emite en AT-X después de algunos episodios de la serie, comenzando desde el 8 de abril de 2016. Se emitieron 11 episodios. Un nuevo corto de la serie, titulado Re:Petit kara Hajimeru Isekai Seikatsu (Re:プチから始める異世界生活 Re:Puchi kara Hajimeru Isekai Seikatsu?), y salió al aire en ATX el 28 de junio del 2016.
La serie se estrenó el 4 de abril de 2016, con el primer episodio con una duración de 50 minutos, siendo transmitida por TV Tokyo, TV Osaka, TV Aichi y AT-X. Se confirmó desde el sitio oficial del anime que los capítulos 8,9 y 10 del anime fueron retrasados en su transmisión e incluso su reprogramación a causa del Torneo de Tenis que se celebró en Tokio, en occidente no hubo ningún inconveniente.
El 23 de marzo de 2019, se anunció que una segunda temporada está en producción. El elenco y el personal volverán a interpretar sus papeles para la segunda temporada. Estaba programado para estrenarse en abril de 2020, pero se retrasó hasta julio de 2020 debido a complicaciones de producción causadas por la pandemia de COVID-19. Se anunció que la segunda temporada estaría en formato split-cour, con la primera mitad al aire del 8 de julio al 30 de septiembre de 2020, y la segunda mitad al aire el 6 de enero de 2021.
Una tercera temporada fue anunciada en la AnimeJapan 2023. Está animada por White Fox y dirigida por Masahiro Shinohara, con Haruka Sagawa como diseñadora de personajes. Constará de 16 episodios divididos en dos cursos. La primera parte se estrenó el 2 de octubre de 2024, mientras que la segunda parte se estrenó el 5 de febrero de 2025.
El 26 de marzo de 2025, se anunció la producción de una cuarta temporada. Se estrenará en 2026.
El 24 de abril de 2025, la segunda temporada tuvo un doblaje en español castellano, el cual fue estrenado por Crunchyroll, sin embargo no cuenta con el mismo elenco de la anterior temporada debido la exclusividad de Selecta Visión.

#### Lanzamiento BD / DVD
| Volumen | Fecha de lanzamiento     | Episodios | Catálogo N.º. | Catálogo N.º. |
| Volumen | Fecha de lanzamiento     | Episodios | BD            | DVD           |
| ------- | ------------------------ | --------- | ------------- | ------------- |
| 1       | 24 de junio de 2016      | 1 - 2     | ZMXZ-10651    | ZMBZ-10661    |
| 2       | 27 de julio de 2016      | 3 - 5     | ZMXZ-10652    | ZMBZ-10662    |
| 3       | 24 de agosto de 2016     | 6 - 8     | ZMXZ-10653    | ZMBZ-10663    |
| 4       | 28 de septiembre de 2016 | 9 - 11    | ZMXZ-10654    | ZMBZ-10664    |
| 5       | 26 de octubre de 2016    | 12 - 14   | ZMXZ-10655    | ZMBZ-10665    |
| 6       | 25 de noviembre de 2016  | 15 - 17   | ZMXZ-10656    | ZMBZ-10666    |
| 7       | 21 de diciembre de 2016  | 18 - 20   | ZMXZ-10657    | ZMBZ-10667    |
| 8       | 25 de enero de 2017      | 21 - 23   | ZMXZ-10658    | ZMBZ-10668    |
| 9       | 24 de febrero de 2017    | 24 - 25   | ZMXZ-10659    | ZMBZ-10669    |

### Videojuegos
La compañía 5pb. anunció un videojuego para las plataformas PlayStation 4 y PlayStation Vita que se lanzaría el 12 de marzo de 2017 bajo el nombre de Re:Zero kara Hajimeru Isekai Seikatsu -DEATH OR KISS- (Ｒe：ゼロから始める異世界生活 -DEATH OR KISS-, Ri: Zero kara hajimeru isekai Seikatsu -DEATH OR KISS-?), aunque el lanzamiento quedó postergado para una semana más.

## Terminología

### Lugares
Reino de Lugunica (ルグニカ王国, Rugunika ōkoku?). Un estado fantástico de toque medieval, el más oriental del continente local. Su capital no solo alberga a seres humanos, sino también miembros de otras razas. Hace cientos de años, el entonces rey hizo una alianza con el espíritu del dragón, Volcano, propiciando su apoyo, lo que llevó al país a la prosperidad, por lo que se le dio el epíteto de "Reino del dragón" (親竜王国, Oya ryūōkoku?). Actualmente, Lugunica lleva a cabo elecciones reales ya que el anterior monarca y su familia murieron de enfermedad durante seis meses antes de los acontecimientos descritos.
Capital Real (王都, Ōto?). No tiene nombre. Situada en el centro de Lugunica. Su población es de alrededor de 300 000 personas. Otras grandes ciudades con una población de 200 000 a 300 000 personas se encuentran alrededor de ella en la forma de un hexágono.
Poblado de Arlam (アーラム村, Āramu-mura?). Uno de los pueblos provinciales de Lugunica con una población de alrededor de 300 personas. Su nombre cambia de acuerdo con los nombres de los jefes. Y este no es nada más que el marqués Roswaal L. Mathers.
El Santuario (聖域, Seiiki?). Un pobre pueblo situado en medio del bosque, en el feudo Roswaal. Rodeada por un muro bajo con una vieja puerta de piedra. La población de la aldea era la mitad. Roswaal llamó a este pueblo "Santuario", pero sus habitantes lo llaman "La tumba de la bruja de la codicia" (強欲のの魔女墓場, Gōyoku no no majo hakaba?). El pueblo es barrera creada por Echidna e impermeables mabestias.
Pristella (プリステラ Purisutera?), también conocida como La ciudad de las esclusas (水門都市 Suimon toshi?). Una de las seis ciudades más grandes de Lugunica, la separa de Kararagi mediante un río. La ciudad es muy popular entre los viajeros. En el centro de la ciudad hay un lago, que se comunica con esclusas y divide la ciudad en cuatro partes, numeradas hacia la derecha de la puerta principal. En esta ciudad nació el famoso comerciante Hoshino, el legendario fundador de Kararagi.
Sagrado Reino de Gusteko (グステコ聖王国, Gusuteko Sei-Ōkoku?). Un país del norte, el lugar rebosa de magia. Allá, se extendió una fuerte desigualdad social.
Kararagi (カララギ?). País occidental. Según la leyenda, lo fundó el gran comerciante Hoshino. El dialecto de sus habitantes es similar a Kansai.
Sacro Imperio Vollachia (ヴォラキア帝国 Vorakia Teykoku?). El país más austral. A menudo tienen disputas territoriales con Lugunica.
Garkla (ガークラ, Gākura?). Una ciudad fortificada, que fue destruida por Regulus Corneas 15 años antes de los acontecimientos descritos.

### Habitantes
DemiElfos, ogros, gigantes y otro animal híbrido con humano. En los 50 años antes de los acontecimientos de la novela, los semielfos, brujas y criaturas fueron oprimidos, en consecuencia, sucedió una actitud despectiva que se extendió gradualmente a todos los semihumanos, que desencadenó una guerra civil en toda Lugunica, que duró 10 años y casi terminó con el mundo.
Dragones de TierraSirven como monturas y bestias de carga. Tienen la apariencia de un lagarto enorme. Hay muchos tipos de dragones. Tienen la capacidad de resistencia al aire, con lo que el viento no los afecta a ellos ni a sus pasajeros.
Siete brujas del pecadoLas brujas, que representan a cada uno de los pecados capitales. Más de 400 años antes de los acontecimientos de la novela, seis de ellas fueron destruidos por la séptima, Satella. Ella misma fue sellada en el templo de la esclusa, que está vigilado por magos. Cada bruja tiene dos coincidencia de colores.
El culto de la brujaUn grupo dedicado a "La bruja de la Envidia" que rinde culto a la bruja Satella. Una organización ha existido por más de 400 años cuando las brujas aún estaban activas, son tan peligrosos que los caballeros tienen la orden de aniquilarlos en cuanto aparezcan, siendo conocidos por ser muy sanguinarios, que aniquilan pueblos enteros asesinando gente sin distinción de forma muy brutal, aun así son difíciles de localizar ya que utilizan medios desconocidos para ocultarse, lo que les permitió sobrevivir tanto tiempo, no tienen una jerarquía ni un objetivo bien definidos. Sin embargo, se sabe que los líderes de esta agrupación son los llamados "Arzobispos del pecado" (大罪司教, Taizai shikyō?), cada arzobispo representa un pecado capital, en la actualidad solo soberbia esta vacante, así como el hecho de que tienen un artefacto llamado "Don de la bruja", mediante la cual pueden usar poderes mágicos. Los que son de naturaleza adecuada para la secta, se les encomienda un "Evangelio", revelando su ingreso al culto.Los demás miembros usan túnicas que los cubren totalmente, utilizan espadas cortas que pueden arrojar como cuchillos y utilizar magia para lanzar bolas de fuego, son fuertes y rápidos pudiendo matar personas fácilmente.
Bestias de la bruja, Bestias mágicas, Bestias demoniacas o Ma-bestias (魔獣, Majū?)
Originalmente derivado de Bruja (魔女, Majo?) y Bestia (獣; Jū, Kemono?). Lit.: Bru-bestia.
Son animales agresivos, criaturas con la capacidad de usar magia alimentándose de maná, de modo en que no necesitan alimento u hábitat, se hicieron cada vez más poderosas, por lo que empezaron a atacar a los seres humanos. Se rumorea en la novela que fueron creados por la bruja de los celos para acabar con la humanidad ya que se sienten atraídos por el miasma de la misma (y eventualmente Subaru tiene la misma esencia) y que tienen una relación con el culto de la bruja. Anastasia Hoshin confirma posteriormente que tratan de evitar dicho vínculo. Si se interrumpe la comunicación con los cuernos, se pueden adiestrar. Existen muchas especies entre ellas:
Wolgarm (ウォルガーム, Whorugāmu?)
De pelaje negro, presenta una boca con dientes afilados, ojos rojos, y tiene la apariencia de un lobo. Son alrededor de un metro de largo, pesa entre 30 y 40 kg, y tienen un cuerno de color amarillo en su cabeza. Los Wolgarm son capaces de lanzar una maldición sobre los demás, lo que les permite robar prana, drenándola desde un objetivo distante, provocando que este último muera de debilidad. Esta maldición se transmite por medio del contacto físico como una mordida, múltiples mordidas generan múltiple maldiciones en cadena, por lo que es más complejo quitarlas. La muerte de las bestias que generaron la maldición también implica la incapacidad de activarse de tales maldiciones.
Ballena Blanca (白鯨, Hakugei?)
Es una de las mabestias más peligrosas de todas y ha aterrorizado a la población en general por más de 400 años, es considerada una de las tres mabestias más grandes debido a que son las que más daño le han causado a la humanidad y su sola presencia es casi un desastre natural andante. Su apariencia es de una ballena blanca (de ahí el nombre), con ojos amarillos y un gran cuerno, que puede volar por el cielo lo que hace que sea difícil atacarla que es capaz de liberar la niebla que puede cubrir sus alrededores. La niebla es en realidad el maná de la Hakugei que ha sido modificado. Hay dos tipos de niebla; una niebla que la Hakugei nada alrededor; la cual se conoce como la Niebla de contaminación mental (精神汚染の霧, Seishinosen no Kiri?) puede causar intoxicación de maná, y una segunda niebla apodada Niebla de eliminación (消滅の霧, Shōmetsu no Kiri?), que es capaz de borrar a las víctimas, junto con los recuerdos de su existencia. Su rugido puede romper el espíritu de las personas causándoles confusión, alteración, comportamiento errático, miedo desenfrenado, etc. Cuando se ve arrinconada es capaz de crear clones de sí misma reduciendo su poder y peso, pero sirviendo como medio para escapar. Fue asesinada en un ataque conjunto de la campaña de Emilia, Crusch y Anastasia, con Wilhelm dando el golpe final para vengar a su esposa, revelándose no mucho después que estaba bajo el control de Ley Batenkaitos, el arzobispo de la gula.
El Consejo de AncianosUn grupo compuesto por representantes de las familias nobles del reino, el monarca lleva a cabo las elecciones.

### Magia
La magia en el mundo son representadas por seis elementos: fuego, agua, tierra, aire, luz y oscuridad. Generalmente se usan como métodos de ataque o apoyo para sus usuarios si son compatibles con el tipo de magia, algunos encantamientos para cada elemento son Goa para el fuego, Huma para el agua, Fura para el viento, Dona para la tierra, y Shamak para Yin.
La fuerza de los hechizos comienza con el encantamiento original y aumenta añadiendo El, Ur o Al (ejemplo: Goa, El Goa, Ur Goa y Al Goa para el fuego)lo suficientemente experimentados puede lanzar hechizos sin decir nada. Cualquier persona puede usar magia e incluso personas del mundo ordinario (como Subaru) pero requieren de una "Puerta" que es un conducto de mana que les permite realizar los hechizos, si la puerta es defectuosa el usuario no podrá usar hechizos en absoluto debido a que, no pueden adsorber el prana de la atmósfera o no pueden liberarla del cuerpo hacia el exterior, los que logran adsorber el prana y controlarla pueden mejorar sus capacidades físicas y ser un luchador capaz, pero quienes no pueden absorber prana no pueden usar ningún tipo de habilidad relacionada con la magia. Aquellos quienes hacen contratos con espíritus les permite ayudarlos a usar magia o que los espíritus usen magia propia absorbiéndola de su usuario espiritual.
En la historia se hace distinción entre dos tipos de artes mágicas una es magia como tal, que son personas que usan su puerta para realizar hechizos, y la otra es "Artes Espirituales" que aplica a quienes utilizan el prana de la atmósfera, a pesar de la distinción en el método, cualquier otra distinción destacable no ha sido aclarada en la actualidad.
Cada tipo de magia tiene un efecto determinado como es el caso de la magia de fuego que cubre al usuario de calor lanzando ráfagas de llamas a gran velocidad y si el usuario es lo bastante experimentado las llamas mataran incluso ejércitos enteros y no se apagaran. La magia de agua permite sanar heridas, lanzar cristales de hielo, crear escudos, e incluso revivir personas que va desde reanimación parcial hasta la completa resurrección, aun así es un tabú usar magia para revivir a los muertos nadie ha logrado este último. La magia de viento y tierra se utilizan en combinación con las protecciones divinas pero la de viento hacia el afuera del elemento y la de tierra hacia dentro del elemento, sus efectos dependen del lugar donde se encuentren. La de Ying (oscuridad) en cambio es muy diferente y rara, sus efectos puede anular las leyes naturales(como la física) ya sea para teletransportarse, disminuir la gravedad o cubrir debilidades como tapar la visión, bloquear sonidos, ralentizar movimientos, pero es la que más condiciones requiere y si no se usa bien el mana solo estallara. En cambio Yang (luz) no se detalla con claridad aunque se mostró por Priscilla que puede crear objetos de la nada pero consume mucho prana.
El regreso de la muerte (死に戻り, Shini modori?)Habilidad de Subaru Natsuki, un retorno a un cierto punto en el pasado que se produce cuando muere, conservando el recuerdo de los acontecimientos que obtuvo, pero solo en Subaru. Con esta habilidad se le suma un inconveniente, ya que no puede revelar a nadie que es capaz de usar el Regreso de la muerte, o todos los testigos presentes pagarán con la muerte debido a una maldición de La bruja de los celos. Si Subaru evita el momento en que iba a morir, ese momento se convierte en el nuevo "punto de guardado", donde Subaru volverá, después de esto, si no la evita, regresará a ese punto, muerte tras otra.
MetiaObjetos que permiten a la gente común usar la magia.
Autoridad (権能, Ken'nō?)La habilidad que pueden utilizar el propietario de gen de bruja originalmente estas habilidades pertenecían a las brujas del pecado pero cuando murieron pasaron a los arzobispos del culto de la bruja. Estas habilidades son muy peligrosas, no solo para quien los enfrente si no también para quien las usa debido a que pueden caer en la locura total y sus efectos son tan extraños que enfrentarse a un arzobispo sin conocer sus habilidades en muchos casos es un suicidio. Cada autoridad se nombra por un pecado capital (sin contar los pecados menores), aunque se ha mencionado que la Autoridad de la Soberbia está desaparecido, y por lo tanto no se ha mostrado. Sus usos y condiciones son muy diferentes a la magia por lo que se insinúa que se trata de un poder diferente, se cree que el regreso de la muerte de Subaru es de hecho una autoridad.
Tipos
Pereza
La Autoridad de la Pereza (怠惰の権能, Taida no Ken'nō), fue usada por Sekhmet, después por Petelgeuse y actualmente por Subaru Natsuki.
Pereza (怠惰, Taida)
El usuario puede liberar una onda negra hacia su entorno, corrompiendo las mentes de aquellos que no tienen conocimiento con la magia espiritual. Aquellas personas afectadas experimentan alucinaciones, exponen la parte blanca de sus ojos, votan espuma por la boca y pueden enloquecer.
Mano Oculta (見えざる手, Miezaru Te)
Permite al usuario invocar una o varias manos ocultas que solo él mismo podrá ver, mientras es invisible para otras personas. Los brazos invocados son considerablemente fuertes, capaces de dañar seriamente y mutilar personas con cierta facilidad; aun así, pueden ser cortados si alguien logra ubicar la posición de los brazos. La cantidad de manos invisibles que se pueden invocar parecen variar según el usuario, probablemente por su habilidad con la magia, ya que Satella fue capaz de invocar alrededor de 2000 brazos, Petelgeuse pudo usar varios (tal vez alrededor de 30 o más), y Subaru solo ha podido manifestar un solo brazo.
Gula
La Autoridad de la Gula (暴食の権能, Bōshoku no Ken'nō), fue usada por usada por Daphne, actualmente las comparten Ley Batenkaitos, Roy Alphard y Louis Arneb.
Gula (暴食, Bōshoku): El usuario puede comerse el nombre y los recuerdos de su víctima. Pero para ello, el usuario los debe tocar con su mano izquierda, luego lame la palma de la misma mano. Cosas tales como experiencia, el talento y los gustos y disgustos de las relaciones humanas sirven como alimento para el usuario, lo que les permite aprovechar cualquier capacidad o recuerdo de sus oponentes. Sin embargo, si el usuario come un nombre falso, tendrá náuseas severas.
Aquellos que han tenido sus nombres comidos tienen su existencia borrada del mundo, destruyendo cualquier relación humana junto con la prevención del uso de la magia y negando cualquier contrato con los espíritus.
Aquellos que tienen sus recuerdos comidos se vuelven amnésicos y cualquier característica que puedan haber tenido se restablecen, convirtiéndolos en una persona diferente.
Aquellos que tienen tanto su nombre como los recuerdos comidos simplemente terminan en estado de coma, sin embargo, seguirán teniendo vida como un cascarón sin nada dentro.
Eclipse (蝕, Shoku): Es considerado como la carta de triunfo de gula y se supone que tiene dos tipos; Eclipse Solar (日食, Nisshoku) y Eclipse Lunar (月食, Gesshoku). Aún no se explicó cual es el poder de ambos, pero al usar el eclipse lunar, la locura y el resentimiento alrededor de Ley se profundizó, el cual Otto describió como alguien siniestro de otro nivel, y su velocidad aumenta lo suficiente como para hacer que otros se sientan como si se hubiera movido en un instante. Según Louis, la habilidad no puede ser usada apropiadamente por Ley debido al cuerpo que tiene actualmente, pero agregó que aun así podría destruir por completo a sus oponentes.
Avaricia
La Autoridad de la Avaricia (強欲の権能, Gōyoku no Ken'nō), fue usada por Echidna, después por Regulus Corneas y actualmente por Subaru Natsuki.
Quietud de un Objeto en el Tiempo (物体の時間の静止, Buttai no Jikan no Seishi): Permite detener el tiempo en una área determinada, haciendo que el usuario sea invulnerable a cualquier ataque, puede cortar cualquier objeto con facilidad, y si lanza algo fuera de su campo este saldrá disparado como un proyectil. Sin embargo, un efecto secundario es que el corazón del usuario puede ser dañado si se usa repetidamente, pero puede solucionarlo con otra técnica.
Corazón de León (獅子の心臓, Shishi no Shinzō) o Pequeño Rey (小さな王, Chīsana Ō): Permite al usuario fusionar su corazón con la de una mujer que se convierta en su esposa. Con esto, el usuario puede utilizar los efectos de la quietud del tiempo cuantas veces quiera y el tiempo que quiera.
Ira
La Autoridad de la Ira (憤怒の権能, Fundo no Ken'nō), fue usada por Minerva y actualmente por Sirius.
Ira (憤怒, Fundo): Esta autoridad permite manipular las emociones de otros, siendo capaz de aumentarlas, como por ejemplo el miedo, haciendo que la gente se maté entre ellos o simplemente mueran por un exceso de terror (sobrecarga emocional en otras palabras). Otra habilidad es la de replicar heridas de personas en otras, por ejemplo, Sirius una vez lanzó a un hombre de un edificio y repartió las heridas de este a una multitud, haciendo que murieran.
Control de Cadenas (鎖操作, Kusari Sōsa) o Control de Fuego (炎 操作, Honō Sōsa): El usuario puede controlar las cadenas envueltas alrededor de su cuerpo o transformar las cadenas en fuego y controlarlas.
Lujuria
La Autoridad de la Lujuria (色欲の権能, Shikiyoku no Ken'nō), fue usada por Carmilla y actualmente por Capella Emerada Lugunica.
Variación y Cambio (変異と変貌, Hen'i a Henbō): Permite cambiar la forma del que la use, siendo capaz de parecerse a otras personas y hasta tomando la forma de animales como dragones. También el usuario puede cambiar la forma de cualquier persona que quiera si la toca, aunque para volver a esa persona a la normalidad se necesita volver a tocarla. Otra característica sería un increíble factor curativo demostrado en una pelea entre Al y Capella, donde ella al ser decapitada y su corazón cortado, aún podía moverse, hablar y luego curarse para seguir causando estragos.
Vanagloria
La Autoridad de la Vanagloria (虚飾の権能, Kyoshoku no Ken'nō), es usada actualmente por Pandora.
Permite deformar la realidad a través de las palabras o el pensamiento. Es bastante misteriosa, ya que no se sabe si tiene alguna debilidad o si necesita de algo para poder usarla, por lo que probablemente pueda ser la más poderosa de todas. Se ha visto que Pandora es capaz de alterar las memorias de las personas para hacerlas obedientes al Culto de la Bruja, y puede aplicar su poder a otras situaciones como hacer que la tierra se tragué literalmente a la gente. No se sabe si puede tener otras aplicaciones, ya que Pandora no aparece mucho en la historia.
Melancolía
La Autoridad de Tristitia (憂鬱の権能, Yū'utsu no Ken'nō), es usada actualmente por Héctor.
Permite manipular la gravedad, siendo capaz de ejercer fuerzas sobre una área determinada y aplastarla fácilmente y alterar todas las leyes de la física. Eso es todo lo que se ha podido ver, ya que solo vio cuando Héctor luchó contra Roswaal y siendo capaz de derrotarlo con facilidad. No se sabe si puede hacer más cosas, ya que Héctor no ha aparecido más en la historia, también se comentó que Héctor es más fuerte que Echidna.
Celos
No se ha dicho nada de una autoridad de los celos en las novelas. Se especula que tal vez siendo Satella la Bruja de los Celos tenga una poder de esta emoción este relacionado con el hecho de que pudo traer a Subaru a Lugunica (aparentemente), así como el regreso de la muerte, por lo que tal vez pueda tener contacto con alguien que ella ama y le otorgue alguna clase de protección (al igual que vigilarlo constantemente), aunque todavía es un misterio que rodea a Satella y sus orígenes.
Orgullo
La Autoridad de la Soberbia, una habilidad todavía desconocida pero por lo publicado en la Web Novel tiene que ver con las decisiones tomadas por el usuario según como se puede entender en el arco 4 de la novela; Cuando Minerva desafía el juicio de Typhon que quería defender a un agonizante Subaru que intentaba usar "Retorno por muerte" durante la fiesta del te de Echidna, Minerva cargó contra Typhon y la golpeó, acto seguido el brazo de minerva desapareció por completo. Sekhmet comenta que "Es lo que sucede al desafiar el juicio del "Orgullo".

## Recepción
De acuerdo con el sitio web de novelas ligeras japonesas LN News, la serie llegó al millón de copias impresas en 2016.
La serie de novelas ligeras estuvo ubicada en la lista de best-sellers en Japón desde noviembre de 2015 hasta mayo de 2016, vendiéndose más de 263,357 copias. Durante ese período, los volúmenes primeros y segundo ocuparon en 35 y 48 lugar en el ranking novelas ligeras mejor vendidas, vendiendo 49.194 y 41.617 copias, respectivamente.
La serie ocupó el número uno en una encuesta de 820 personas llevada a cabo por el sitio web japonés Anime! Anime! para determinar el mejor show televisivo de la primavera del 2016.
La editorial Kadokawa reportó que la franquicia literaria basada en las novelas ligeras escritas por Tappei Nagatsuki e ilustradas por Shinichirou Ootsuka, Re:Zero kara Hajimeru Isekai Seikatsu (Re:ZERO -Starting Life in Another World-), ha superado las 11 millones de copias en circulación acumuladas. El conteo incluye todas las copias de las novelas ligeras, adaptaciones a manga y spin-off producidos para la franquicia.